# Missões diplomáticas de Portugal
A rede diplomática e consular de Portugal é composta por 134 representações, um número que inclui 77 embaixadas, 48 postos consulares e 9 representações ou missões permanentes: Para além desta rede oficial, a representação portuguesa no exterior conta ainda com 226 consulados honorários. 

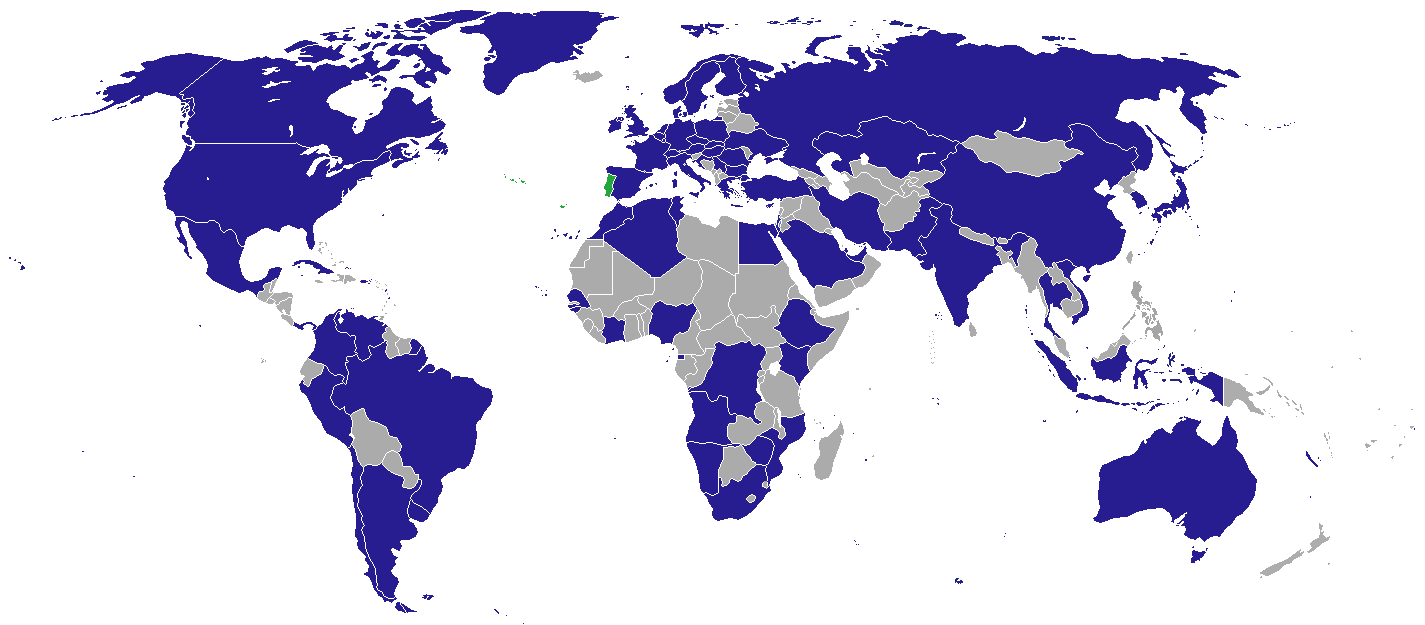
Missões diplomáticas de Portugal

## África
- África do Sul
  - Pretória (embaixada)
  - Cidade do Cabo (consulado-geral)
  - Joanesburgo (consulado-geral)
- Angola
  - Luanda (embaixada)
  - Benguela (consulado-geral)
- Argélia
  - Argel (embaixada)
- Cabo Verde
  - Praia (embaixada)
  - Mindelo (escritório consular)
- Costa do Marfim
  - Abidjan (embaixada)
- Egito
  - Cairo (embaixada)
- Etiópia
  - Adis Abeba (embaixada)
- Guiné-Bissau
  - Bissau (embaixada)
- Guiné Equatorial
  - Malabo (embaixada)
- Marrocos
  - Rabat (embaixada)
- Moçambique
  - Maputo (embaixada)
  - Beira (consulado-geral)
- Namíbia
  - Windhoek (embaixada)
- Nigéria
  - Abuja (embaixada)
- Quênia
  - Nairobi (embaixada)
- República Democrática do Congo
  - Quinxassa (embaixada)
- São Tomé e Príncipe
  - São Tomé (embaixada)
- Senegal
  - Dacar (embaixada)
- Tunísia
  - Tunes (embaixada)
- Zimbabwe
  - Harare (embaixada)

## América
- Argentina
  - Buenos Aires (embaixada)
- Brasil
  - Brasília (embaixada) 
  - Rio de Janeiro (consulado-geral)
  - Salvador (consulado-geral)
  - São Paulo (consulado-geral)
  - Belo Horizonte (consulado)
  - Belém (vice-consulado)
  - Curitiba (vice-consulado)
  - Fortaleza (vice-consulado)
  - Porto Alegre (vice-consulado)
  - Recife (vice-consulado)
  - Santos (escritório consular)
- Canadá
  - Ottawa (embaixada) 
  - Montreal (consulado-geral)
  - Toronto (consulado-geral)
  - Vancouver (consulado-geral)
- Chile
  - Santiago do Chile (embaixada)
- Colômbia
  - Bogotá (embaixada)
- Cuba
  - Havana (embaixada)
- Estados Unidos
  - Washington, D.C. (embaixada)
  - Boston (consulado-geral)
  - Newark (consulado-geral)
  - Nova Iorque (consulado-geral)
  - São Francisco (consulado-geral)
  - New Bedford (consulado)
  - Providence (vice-consulado)
- México
  - Cidade do México (embaixada)
- Panamá
  - Cidade do Panamá (embaixada)
- Peru
  - Lima (embaixada)
- Uruguai
  - Montevideu (embaixada)
- Venezuela
  - Caracas (consulado-geral)
  - Valencia (consulado-geral)

## Ásia
- Arábia Saudita
  - Riade (embaixada)
- Catar
  - Doa (embaixada)
- Cazaquistão
  - Astana (embaixada)
- China
  - Pequim (embaixada)
  - Cantão (consulado-geral)
  - Macau (consulado-geral) 
  - Xangai (consulado-geral)
- Coreia do Sul
  - Seul (embaixada)
- Emirados Árabes Unidos
  - Abu Dabi (embaixada)
- Índia
  - Nova Deli (embaixada)
  - Pangim, Goa (consulado-geral)
- Indonésia
  - Jacarta (embaixada)
- Irão
  - Teerão (embaixada)
- Israel
  - Telavive (embaixada)
- Japão
  - Tóquio (embaixada)
- Paquistão
  - Islamabade (embaixada)
- Palestina
  - Ramallah (escritório de representação)
- Singapura
  - Singapura (embaixada)
- Tailândia
  - Banguecoque (embaixada)
- Timor-Leste
  - Díli (embaixada)
- Turquia
  - Ancara (embaixada)

## Europa
- Alemanha
  - Berlim (embaixada)
  - Düsseldorf (consulado-geral)
  - Estugarda (consulado-geral)
  - Hamburgo (consulado-geral)
  - Frankfurt am Main (escritório consular)
- Áustria
  - Viena (embaixada)
- Bélgica
  - Bruxelas (embaixada)
- Bulgária
  - Sófia (embaixada)
- Chéquia
  - Praga (embaixada)
- Chipre
  - Nicósia (embaixada)
- Croácia
  - Zagrebe (embaixada)
- Dinamarca
  - Copenhaga (embaixada)
- Eslováquia
  - Bratislava (embaixada)
- Espanha
  - Madrid (embaixada)
  - Barcelona (consulado-geral)
  - Sevilha (consulado-geral)
  - Vigo (consulado-geral)
- Finlândia
  - Helsínquia (embaixada)
- França
  - Paris (embaixada)
  - Paris (consulado-geral)
  - Bordéus (consulado-geral)
  - Estrasburgo (consulado-geral)
  - Lyon (consulado-geral)
  - Marselha (consulado-geral)
  - Toulouse (vice-consulado)
  - Nantes (escritório consular)
- Grécia
  - Atenas (embaixada)
- Hungria
  - Budapeste (embaixada)
- Irlanda
  - Dublin (embaixada)
- Itália
  - Roma (embaixada)
- Luxemburgo
  - Cidade do Luxemburgo (embaixada)
- Noruega
  - Oslo (embaixada)
- Países Baixos
  - Haia (embaixada)
- Polónia
  - Varsóvia (embaixada)
- Reino Unido
  - Londres (embaixada)
  - Manchester (consulado-geral)
- Roménia
  - Bucareste (embaixada)
- Rússia
  - Moscovo (embaixada)
- Santa Sé
  - Roma (embaixada)
- Sérvia
  - Belgrado (embaixada)
- Suécia
  - Estocolmo (embaixada)
- Suíça 
  - Berna (embaixada)
  - Genebra (consulado-geral)
  - Zurique (consulado-geral)
  - Lugano (escritório consular)
  - Sion (escritório consular)
- Ucrânia
  - Kiev (embaixada)

## Oceânia
- Austrália
  - Camberra (embaixada)
  - Sydney (consulado-geral)

## Organizações multilaterais
- Bruxelas (Missão permanente para a Organização do Tratado do Atlântico Norte)
- Bruxelas (Missão permanente para a União Europeia)
- Estrasburgo (Missão permanente para a Conselho da Europa)
- Genebra (Missão permanente para a Organização das Nações Unidas)
- Lisboa (Missão permanente a Comunidade dos Países de Língua Portuguesa)
- Nova Iorque (Missão permanente para a Organização das Nações Unidas)
- Paris (Missão permanente para Organização para a Cooperação e Desenvolvimento Económico)
- Paris (Missão permanente para Organização das Nações Unidas para a Educação, a Ciência e a Cultura)
- Viena (Missão permanente para a Organização para a Segurança e Cooperação na Europa)

## Galeria

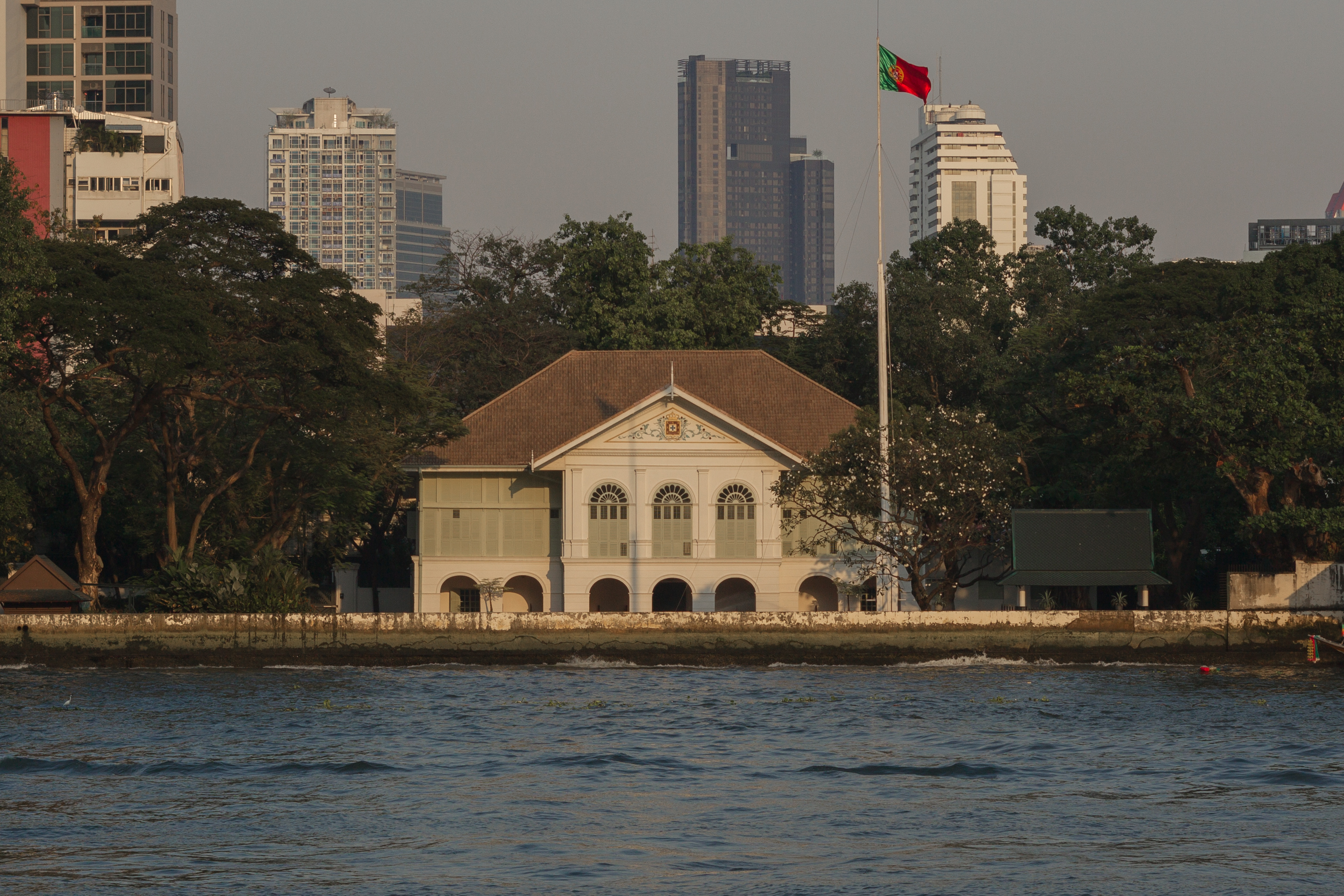
Embaixada em Banguecoque
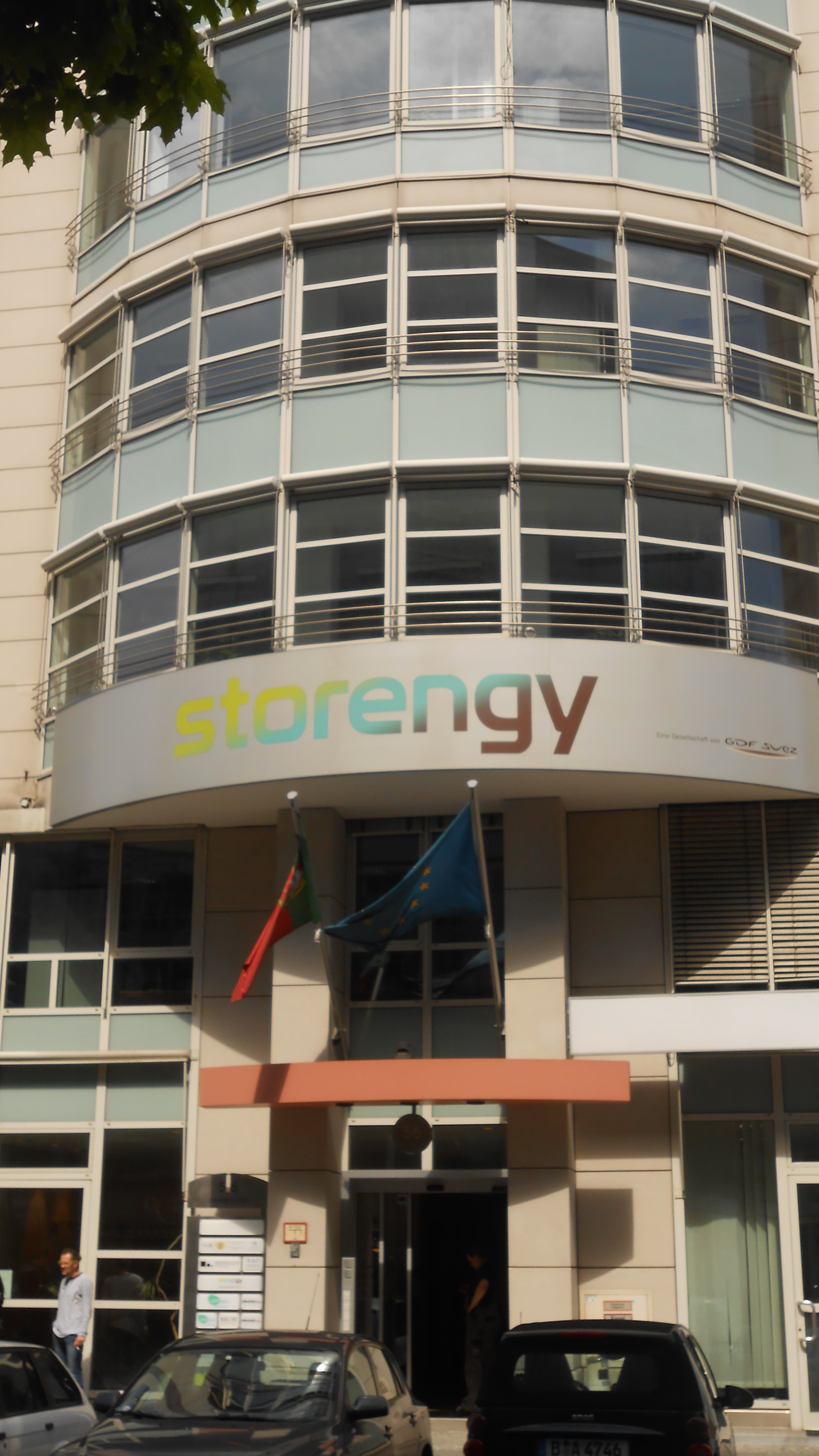
Embaixada em Berlim
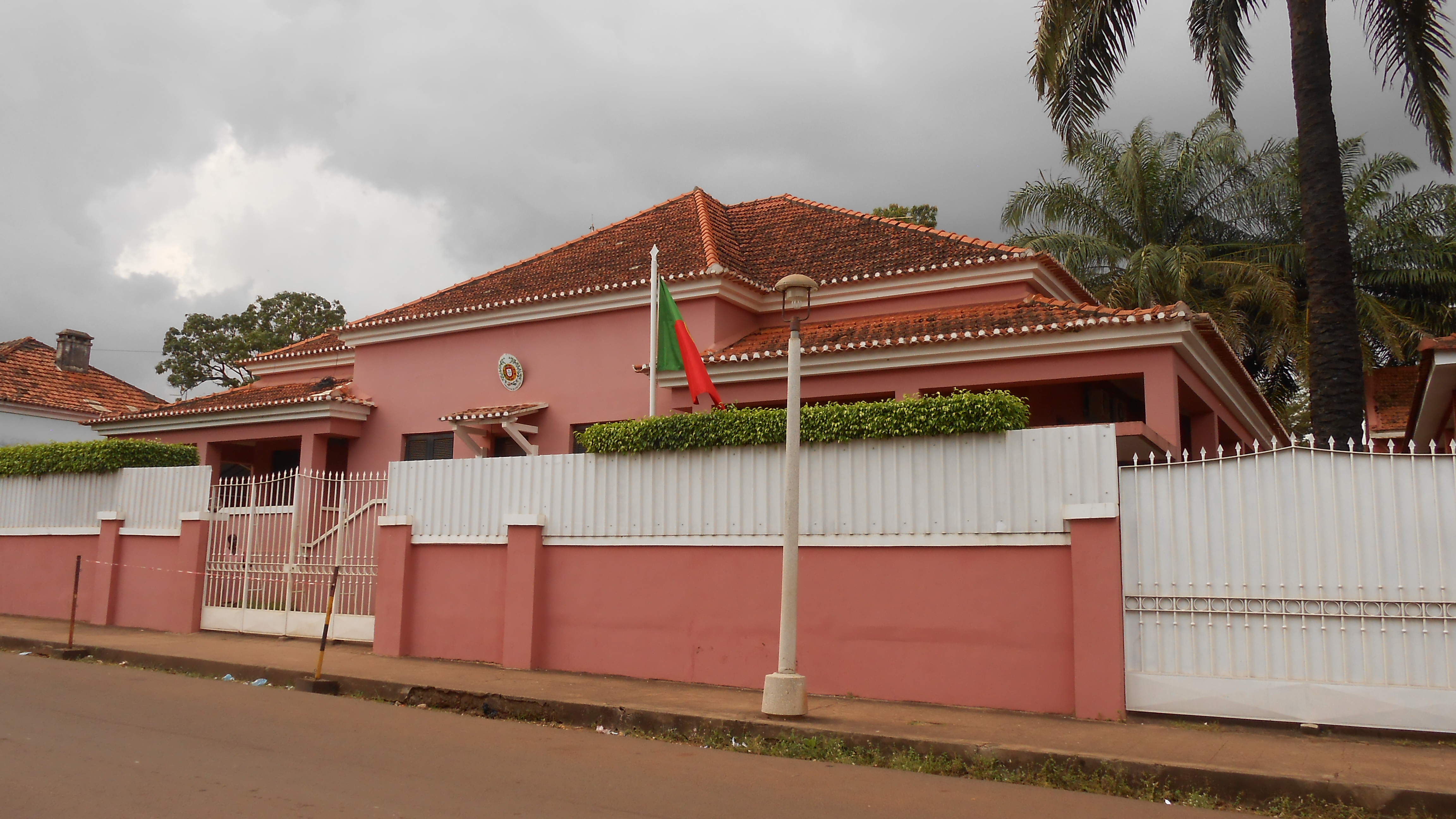
Embaixada em Bissau
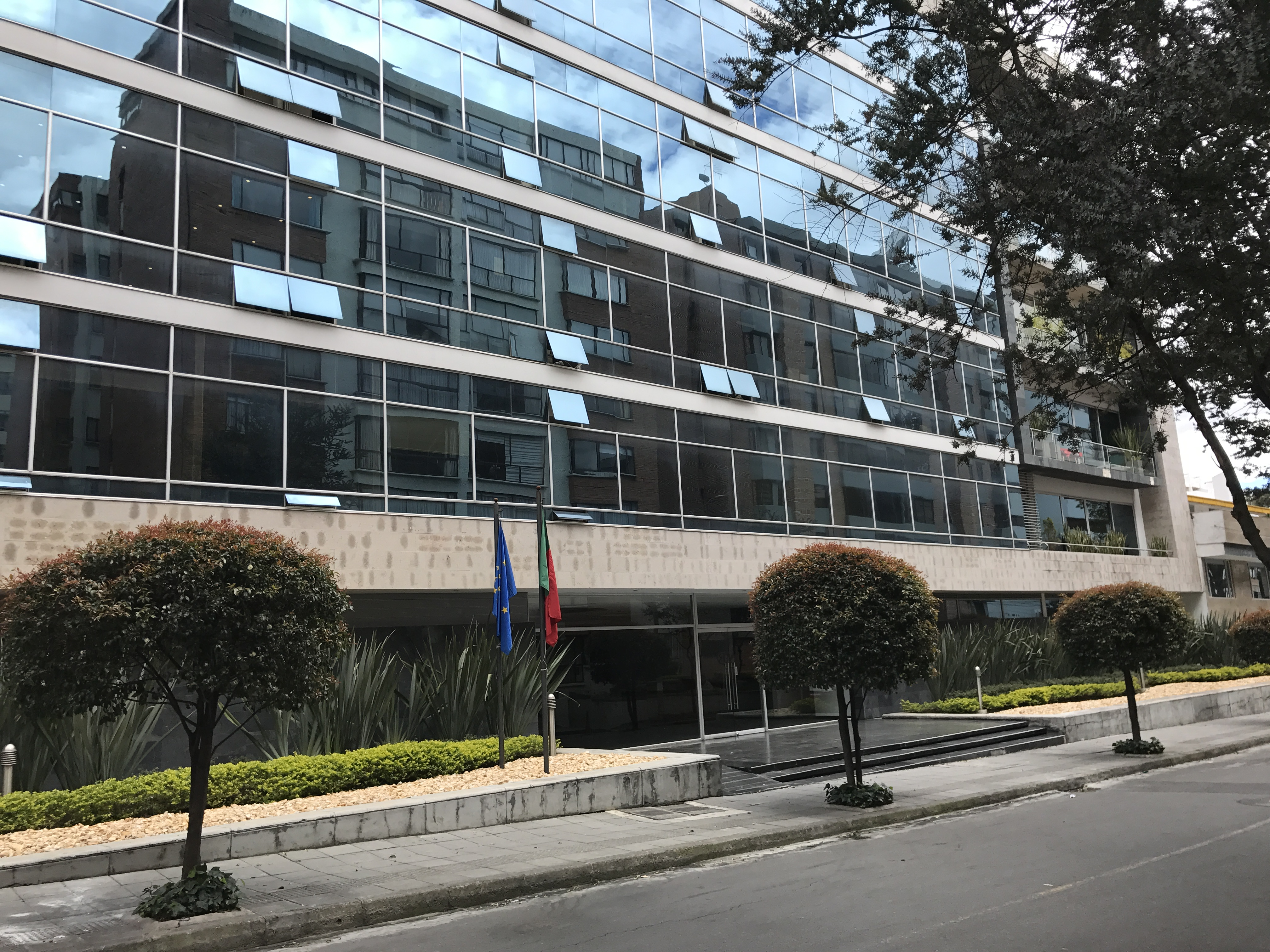
Embaixada em Bogotá
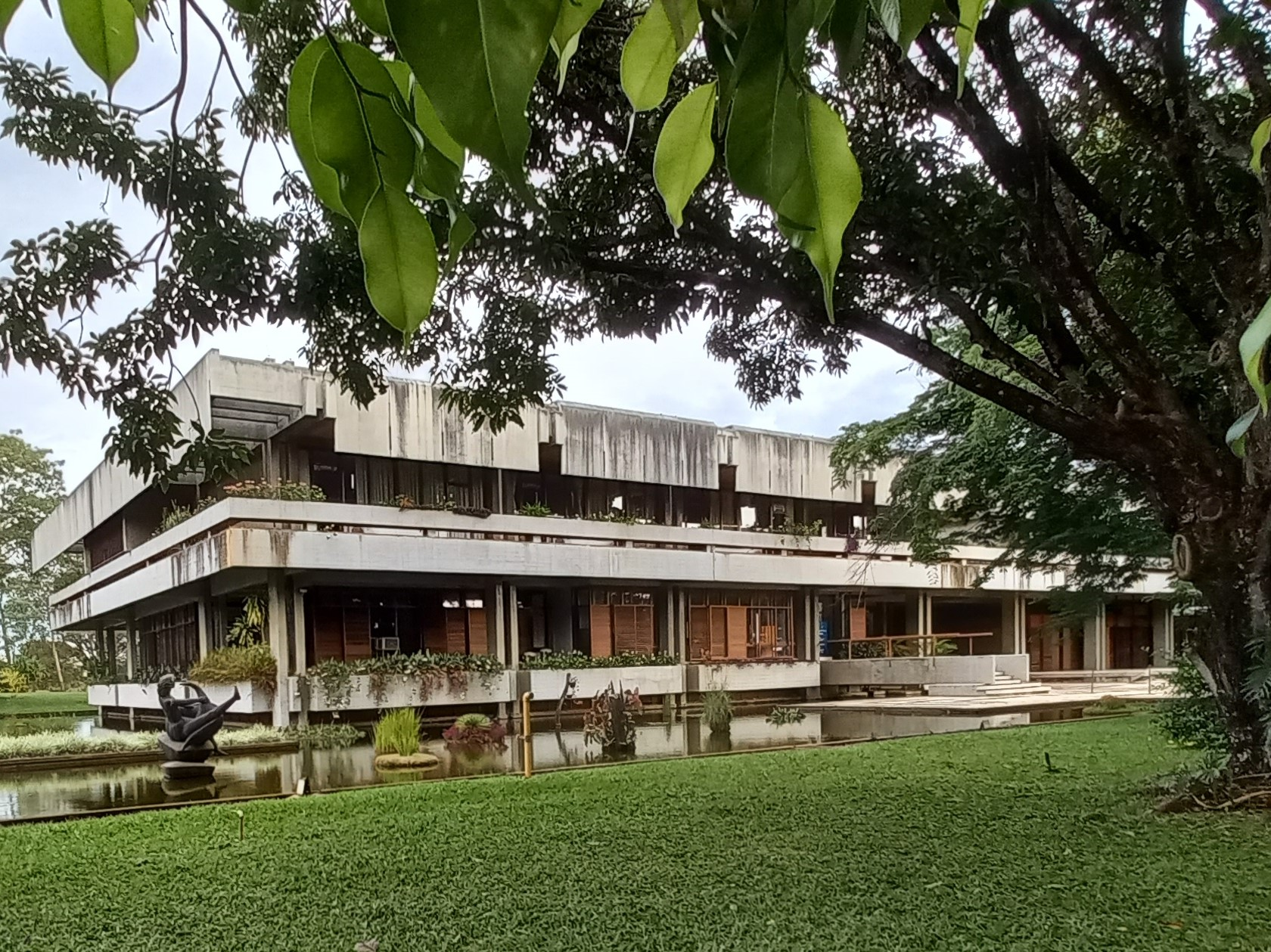
Embaixada em Brasília
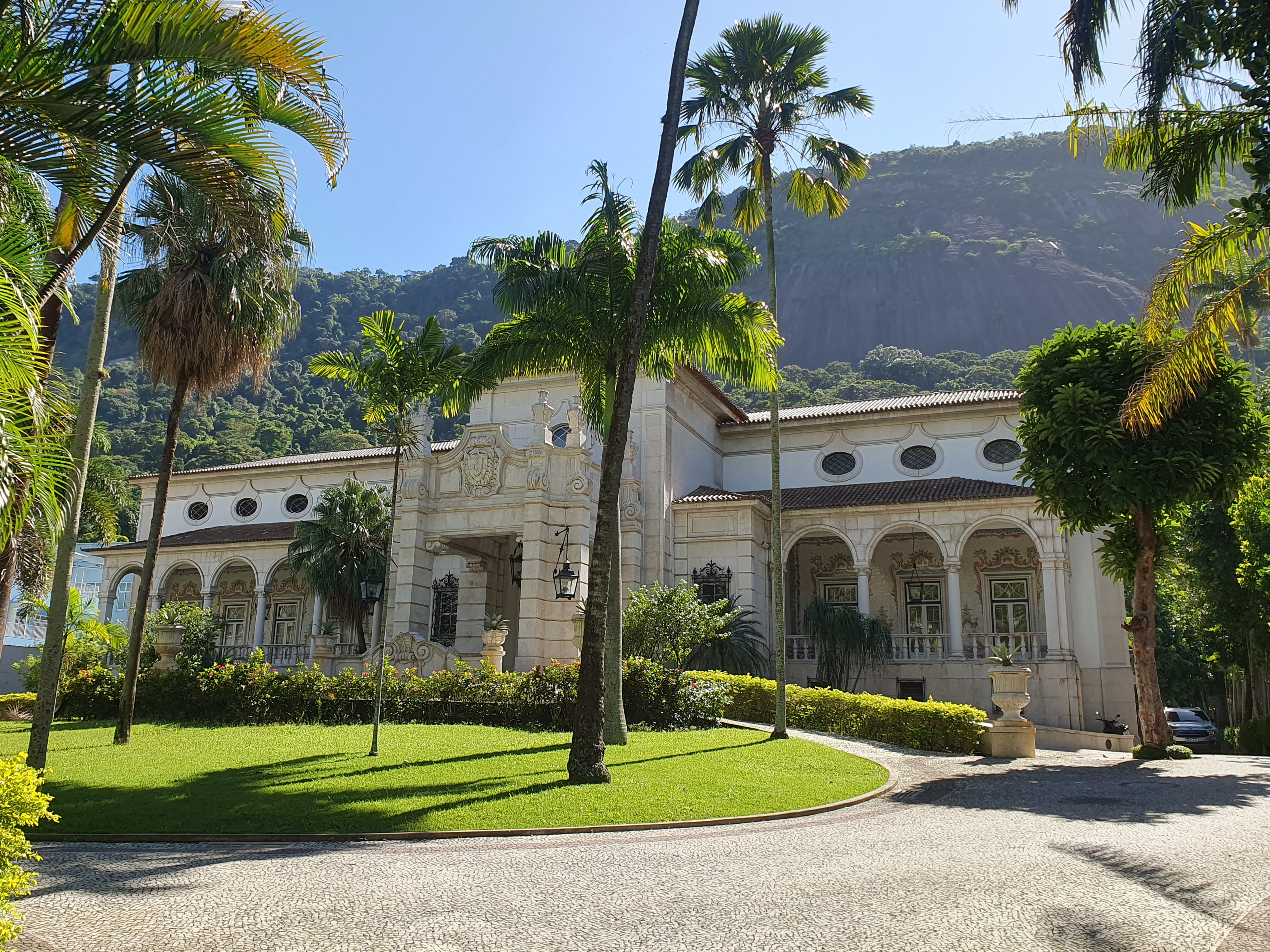
Consulado-Geral no Rio de Janeiro
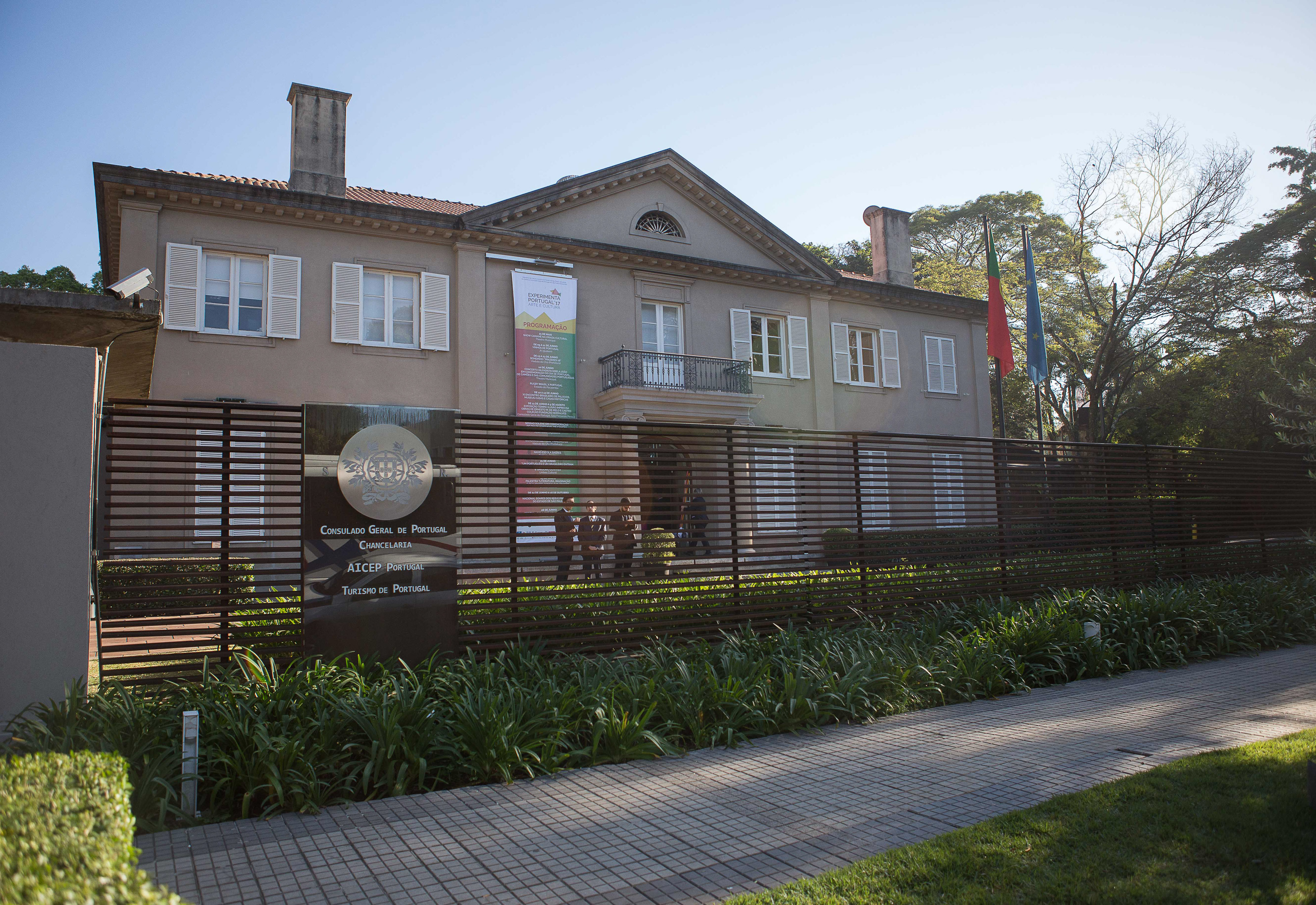
Consulado-Geral em São Paulo
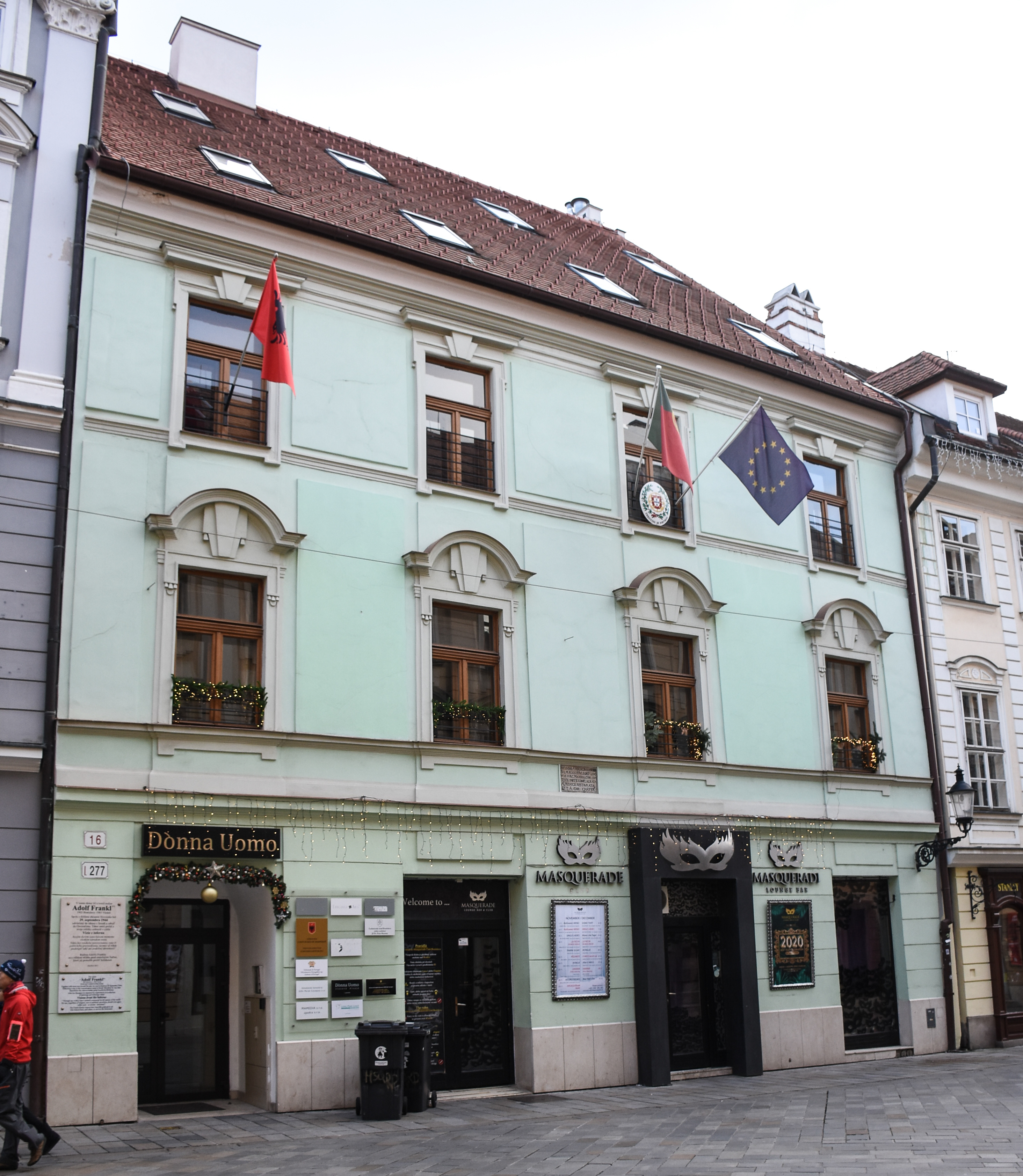
Embaixada em Bratislava
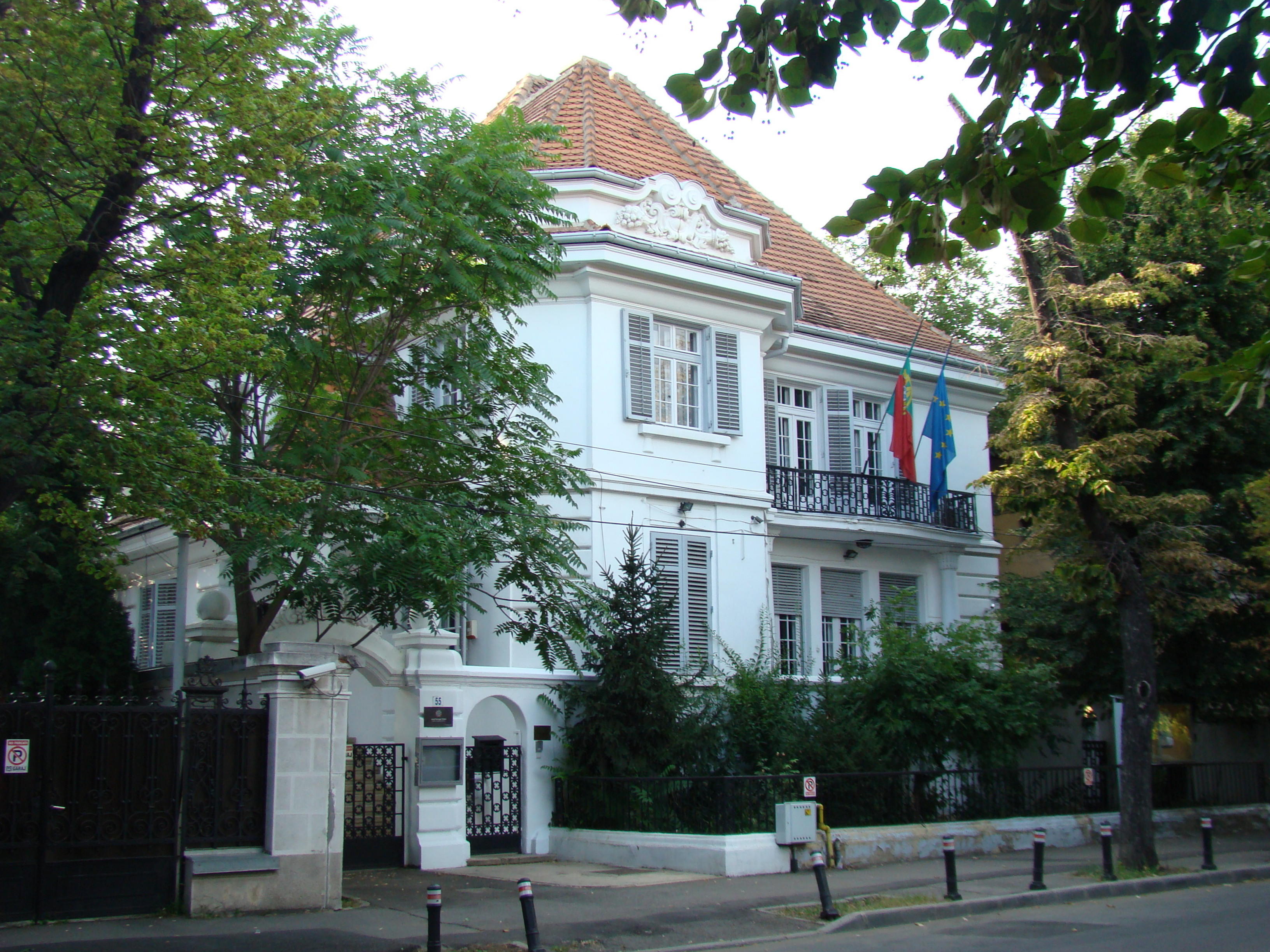
Embassy in Bucharest
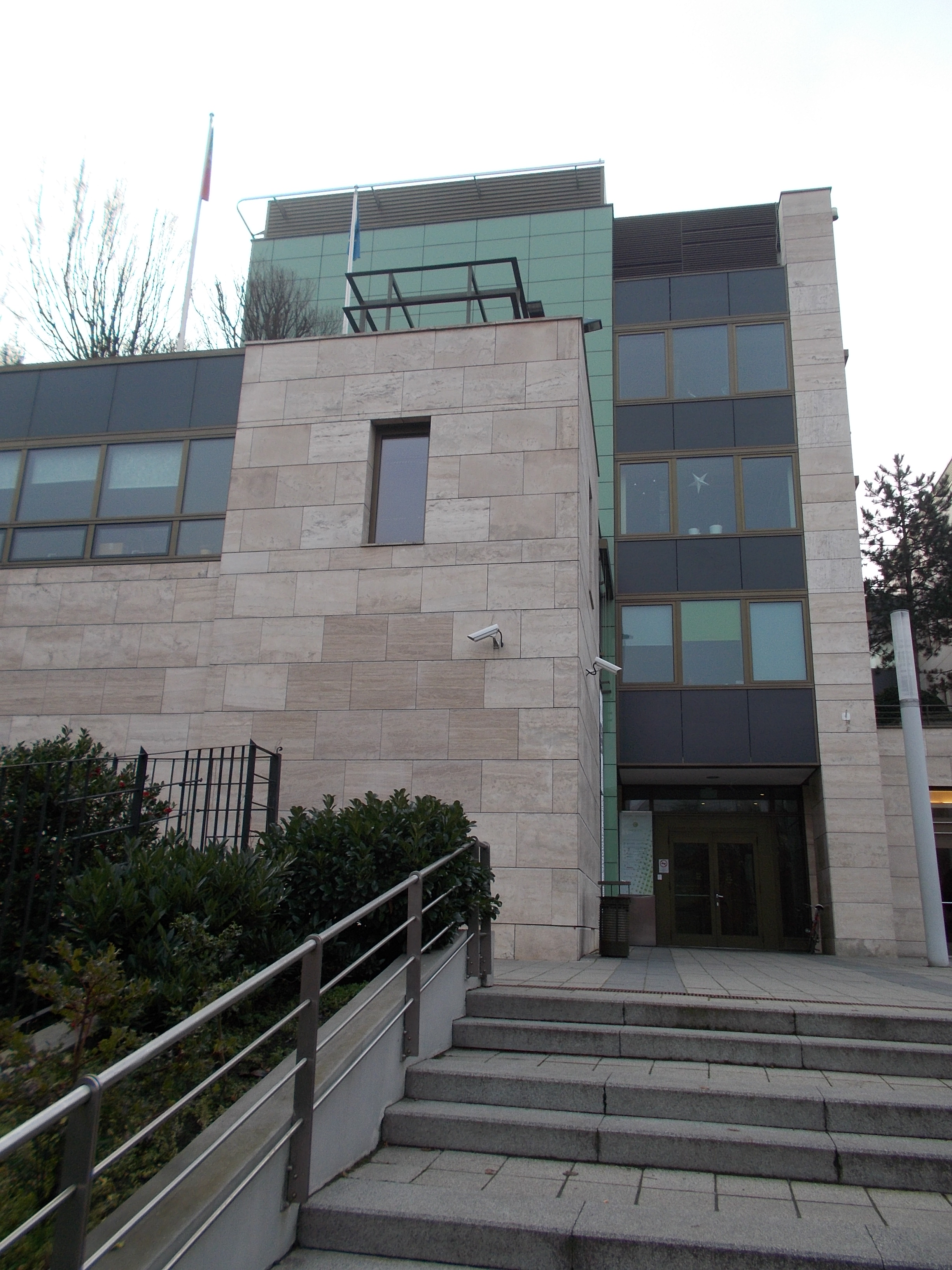
Embaixada em Budapeste
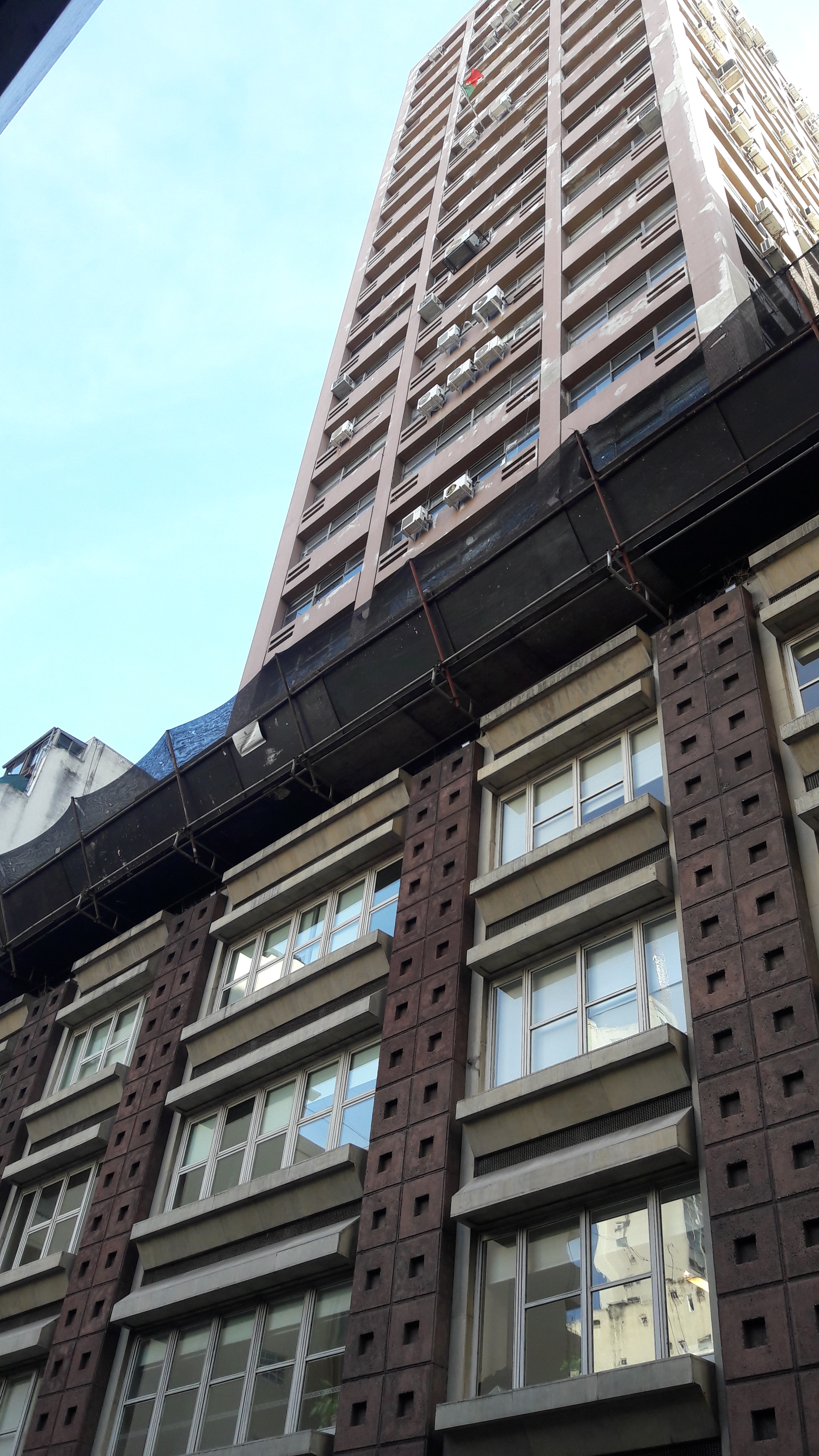
Embaixada em Buenos Aires
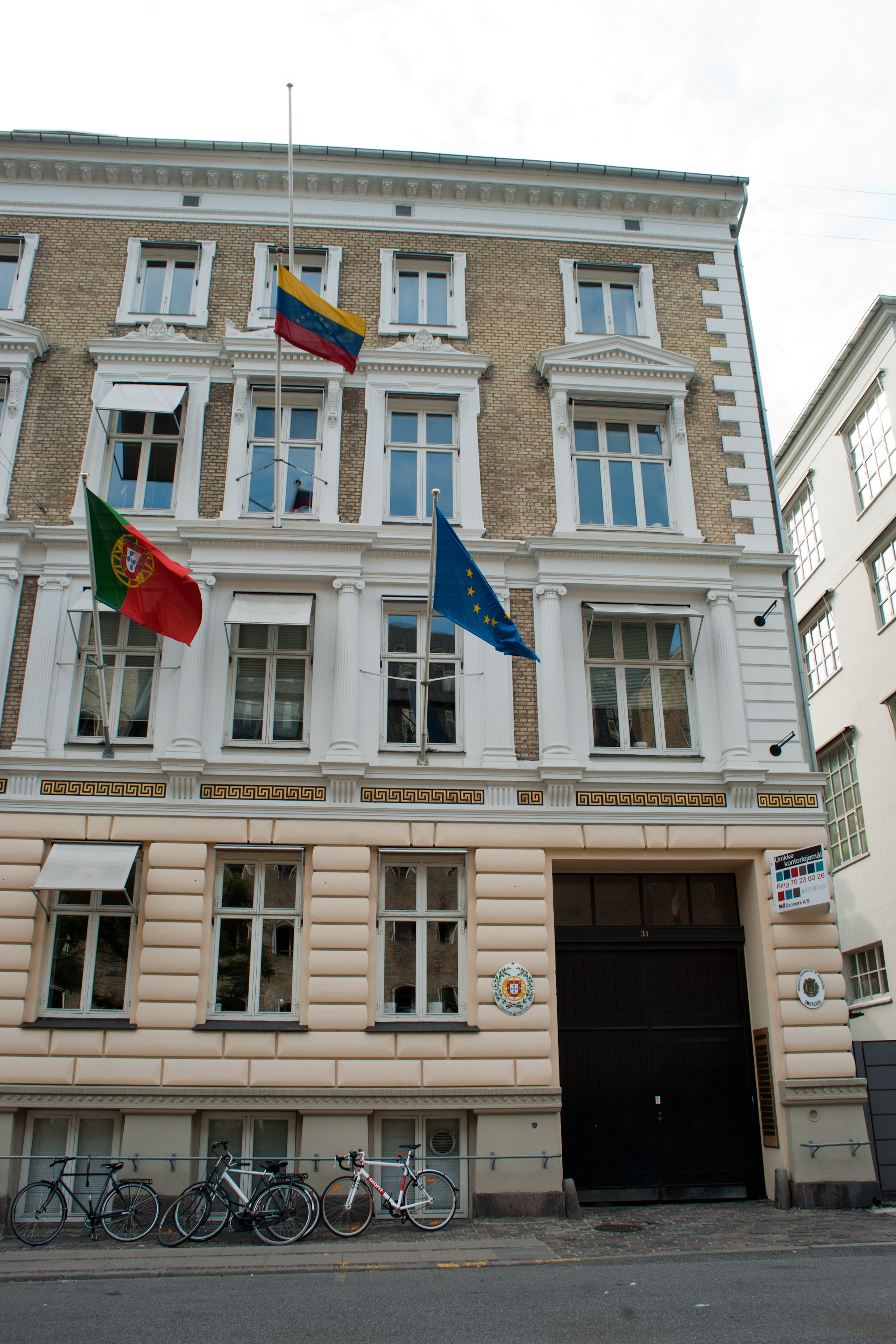
Embaixada em Copenhaga
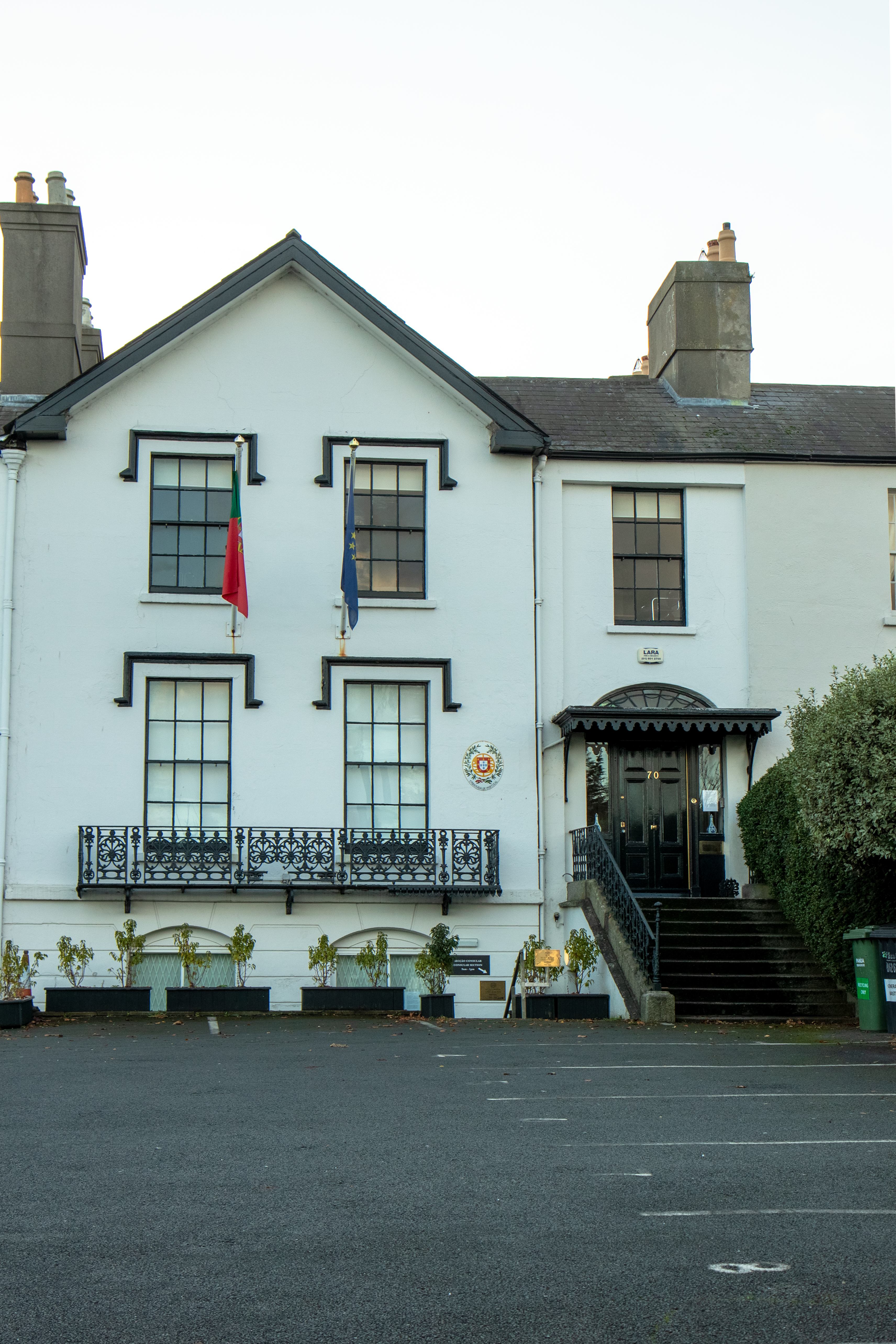
Embaixada em Dublin
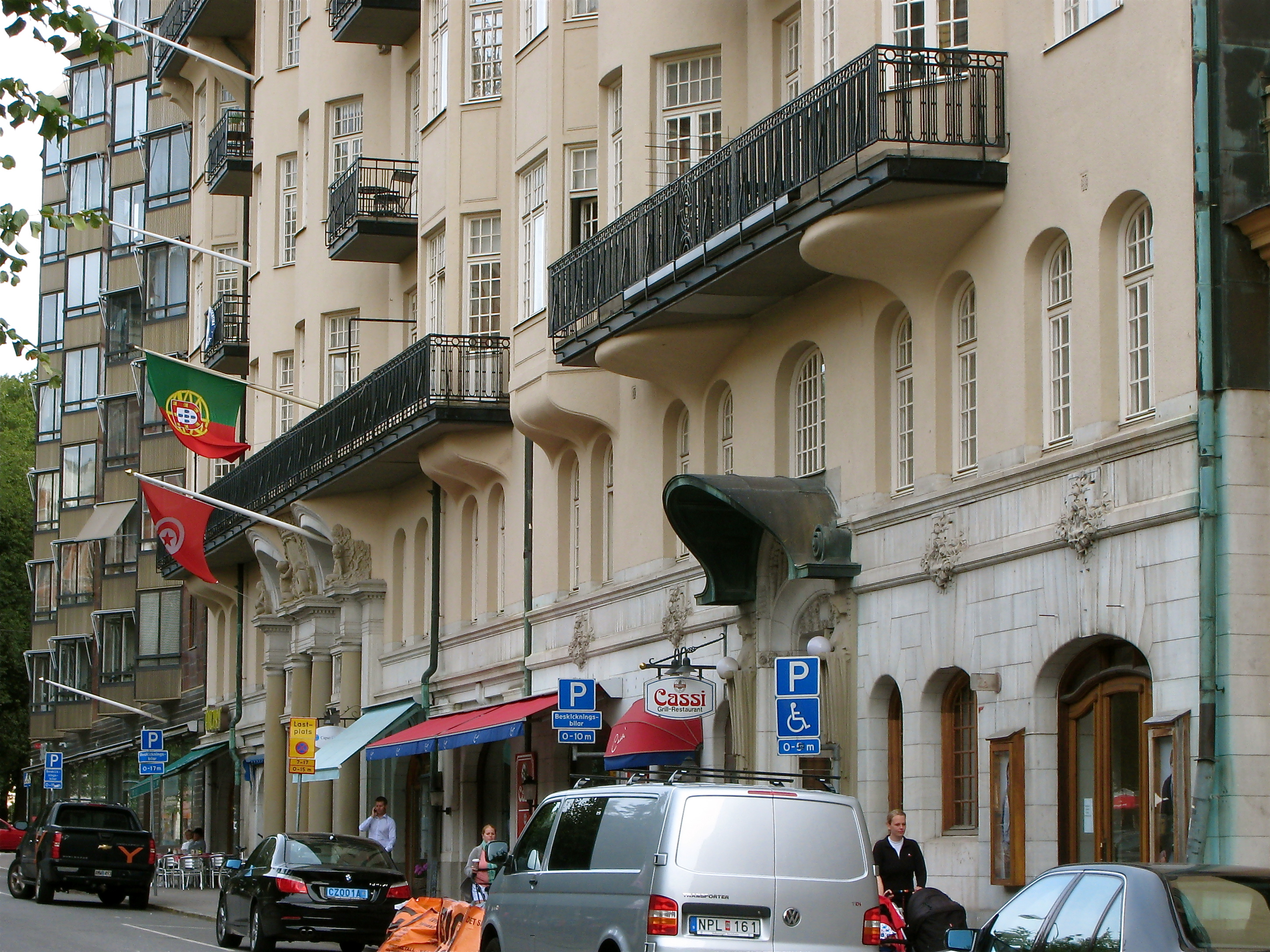
Embaixada em Estocolmo
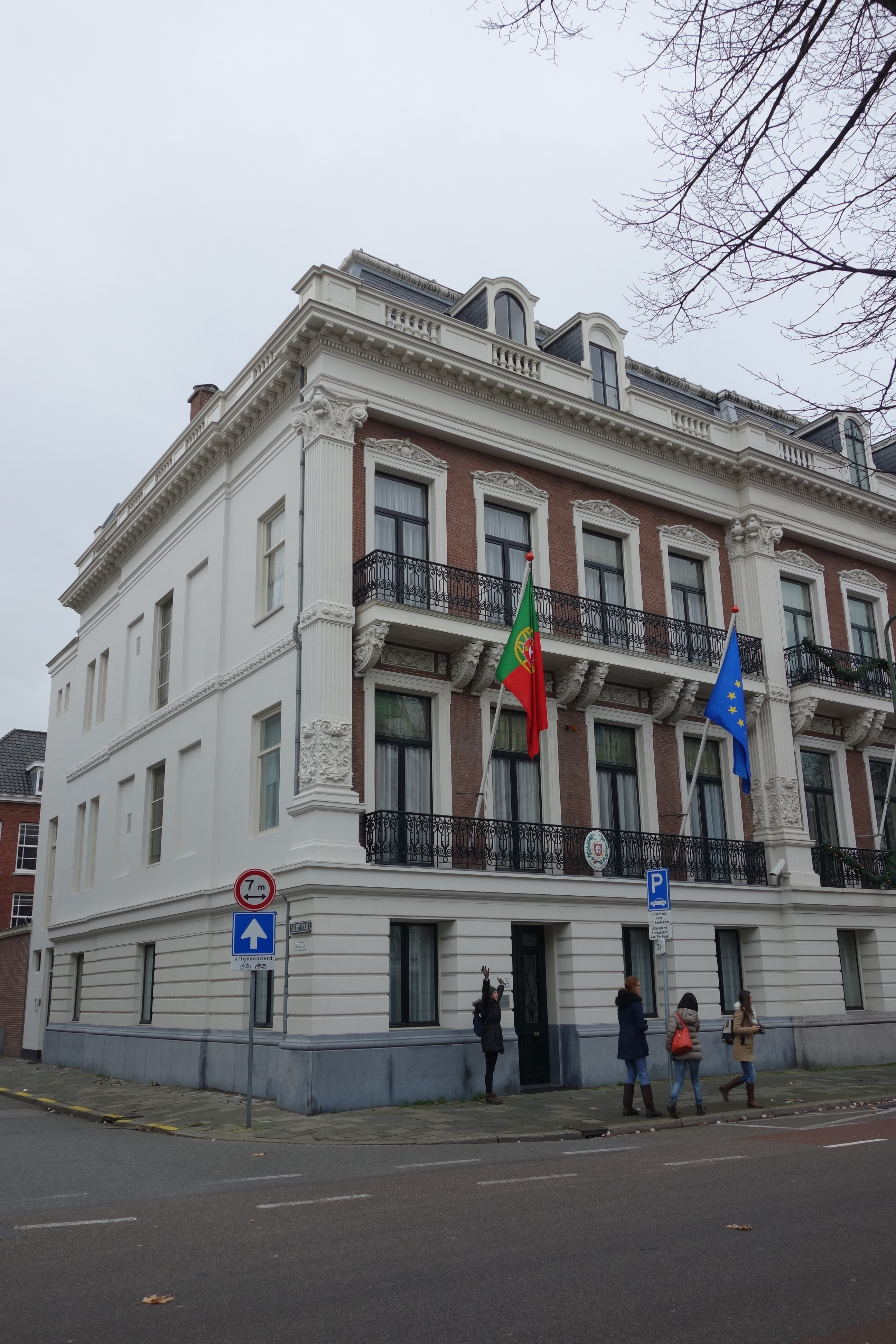
Embaixada na Haia
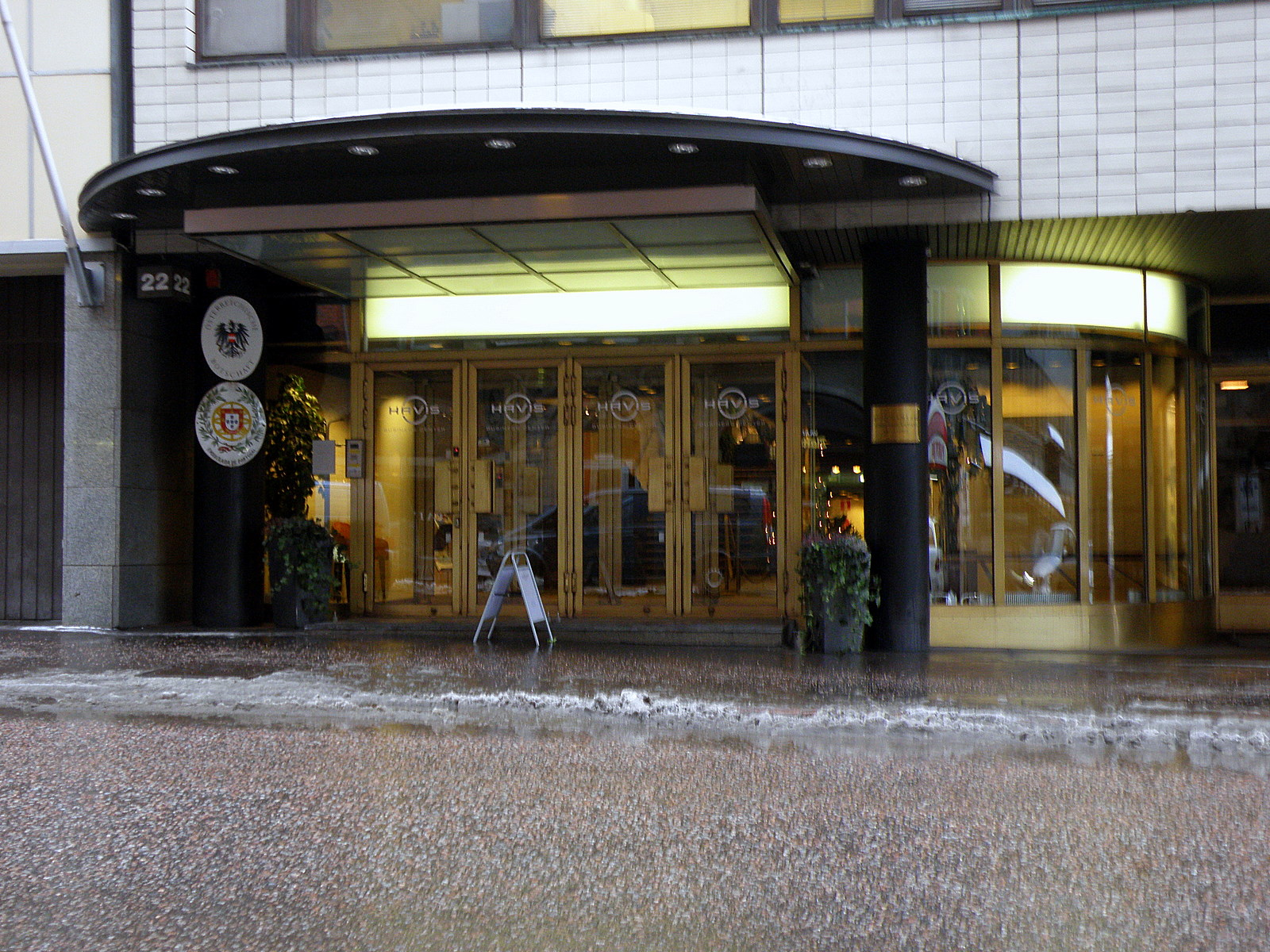
Embaixada em Helsinque
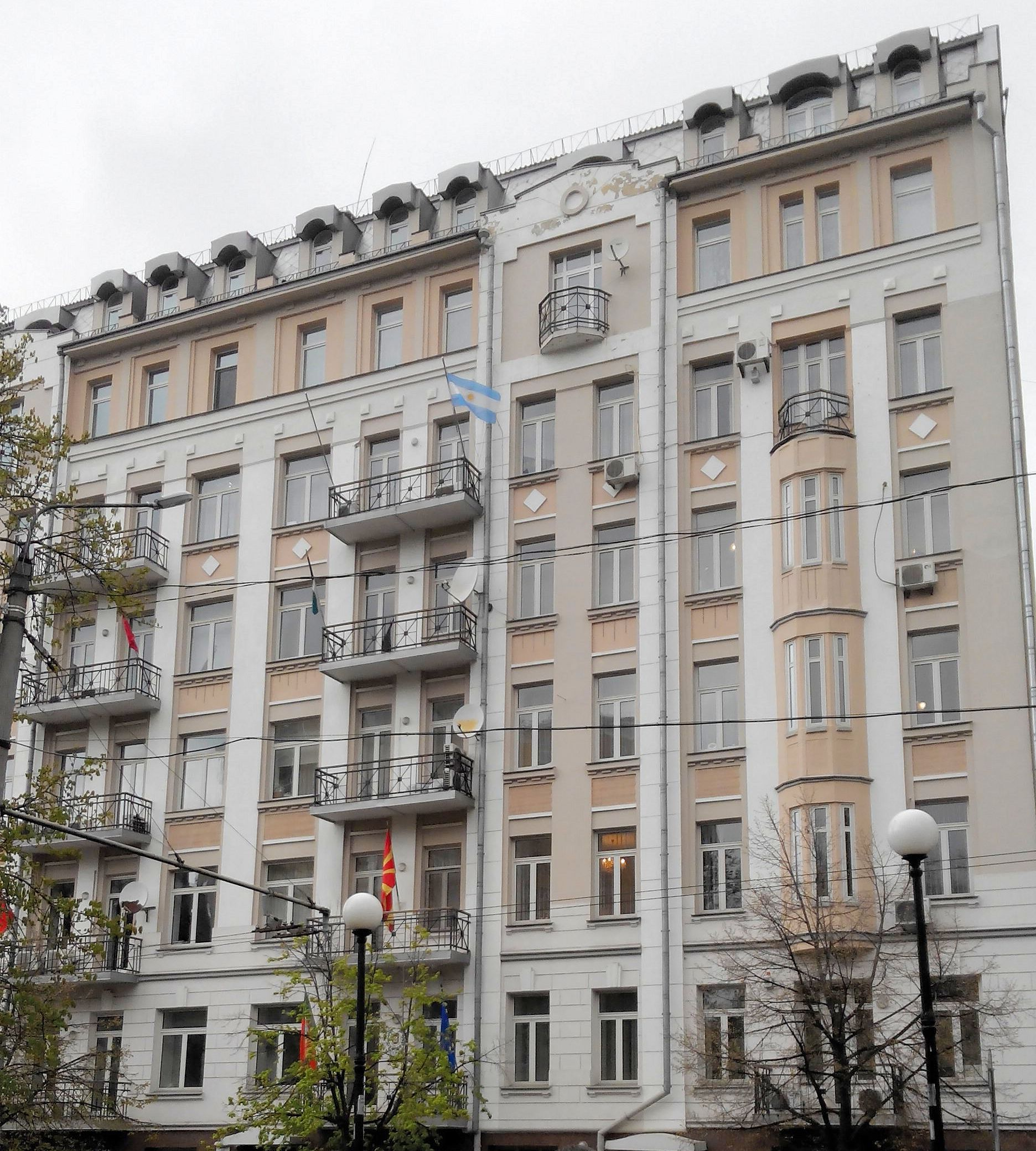
Embaixada em Kiev
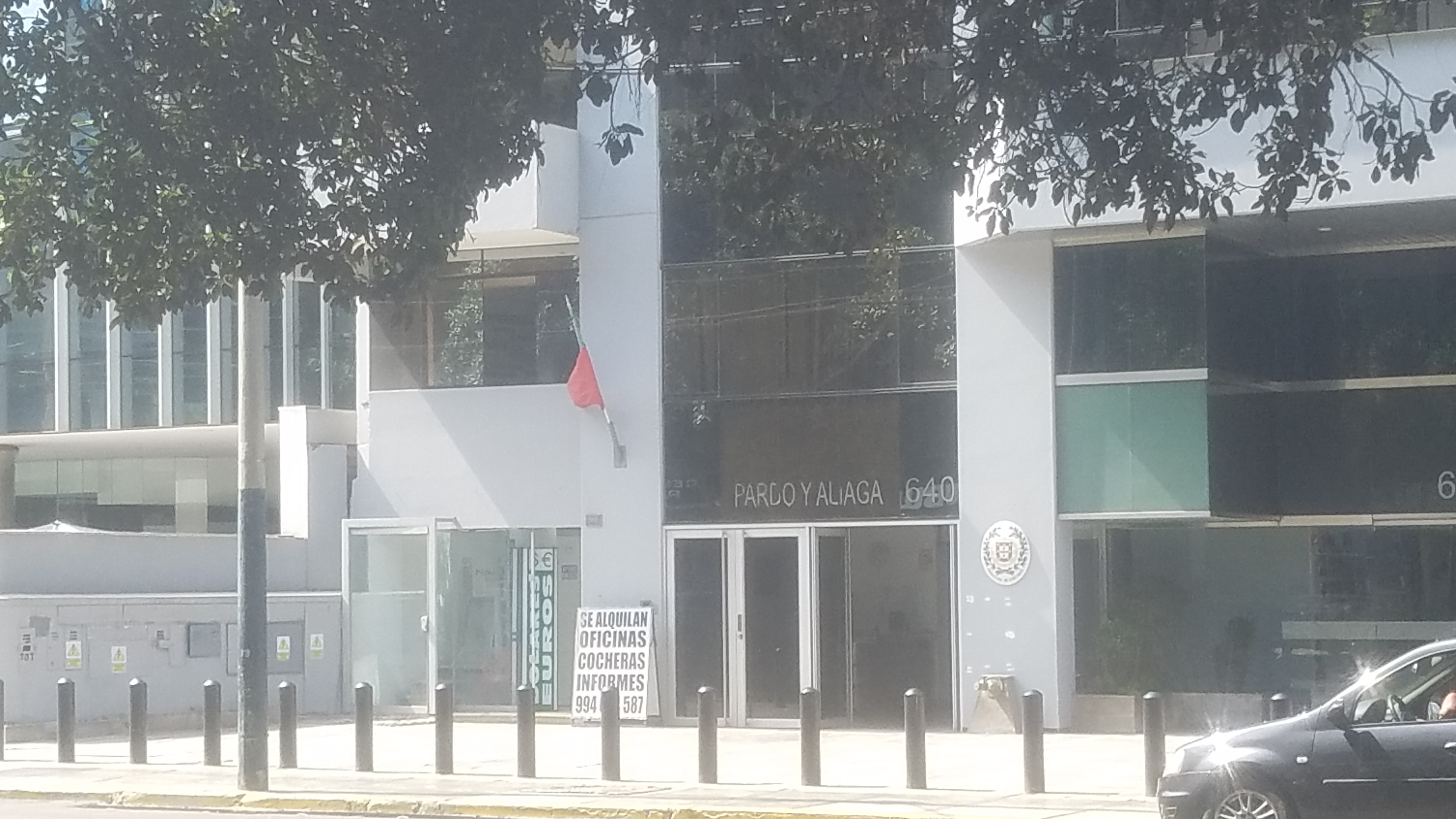
Embaixada em Lima
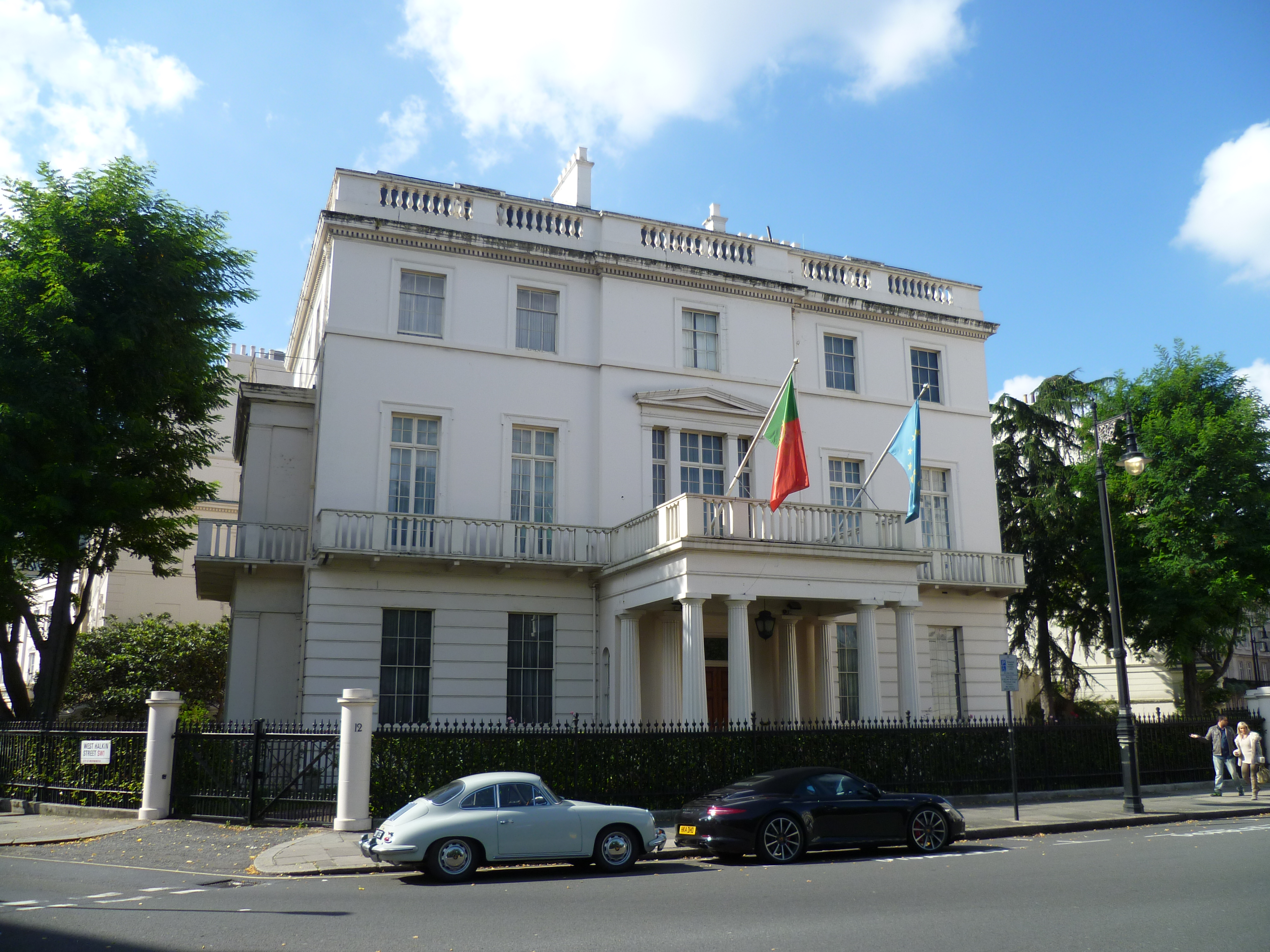
Embaixada em Londres
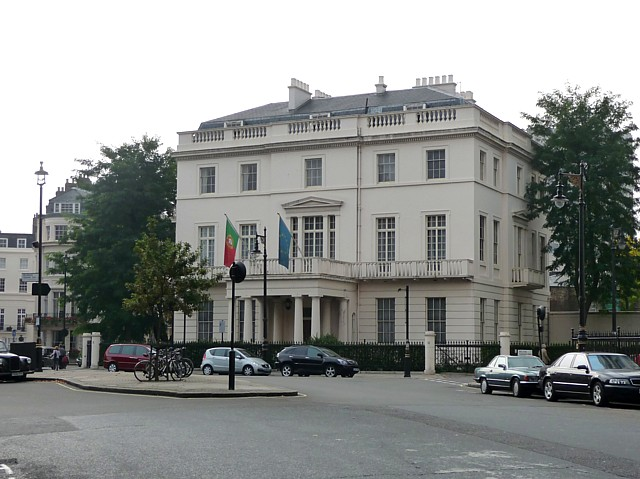
Consulado-Geral em Londres
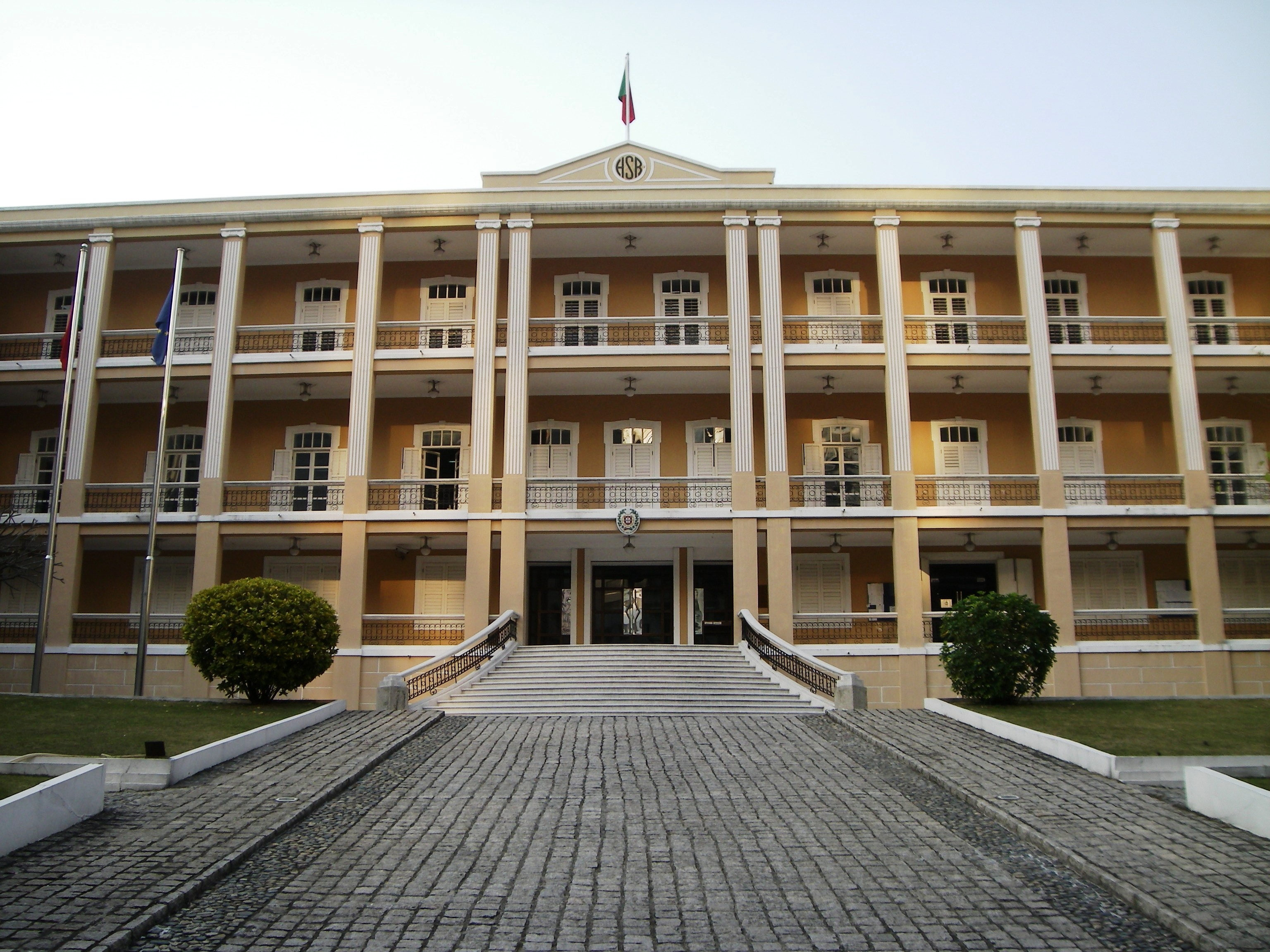
Consulado-Geral em Macau
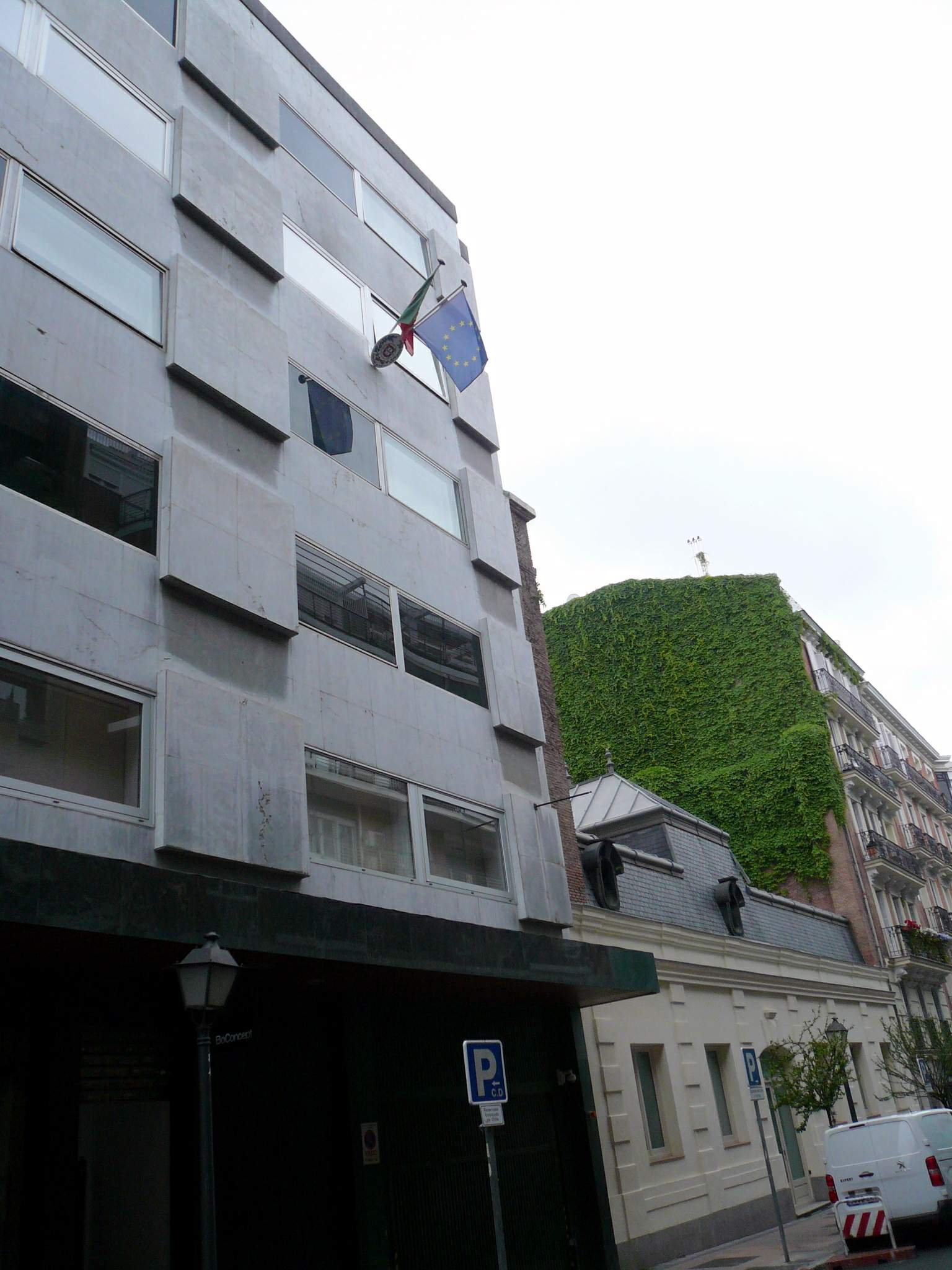
Embaixada em Madrid
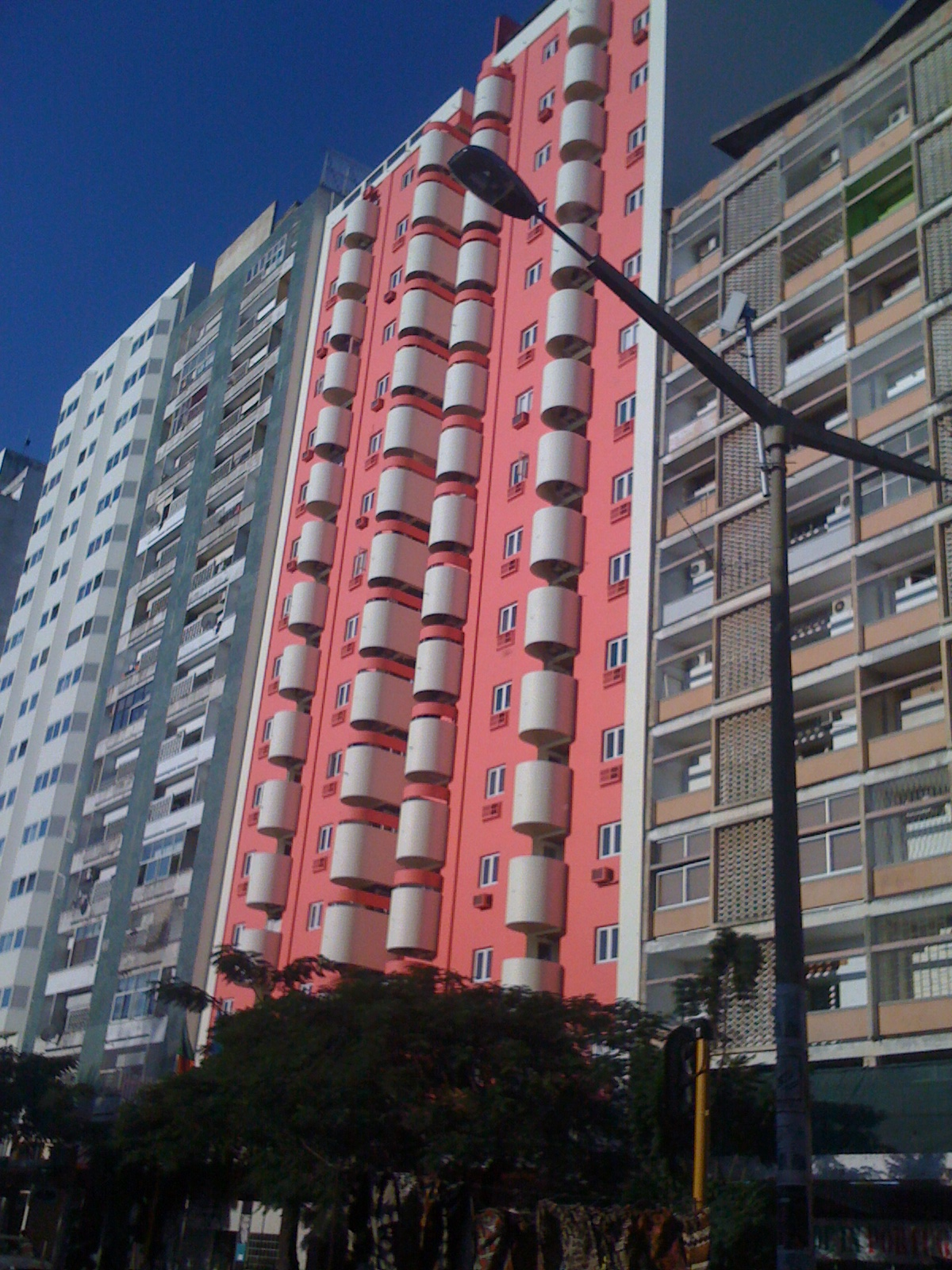
Embaixada em Maputo
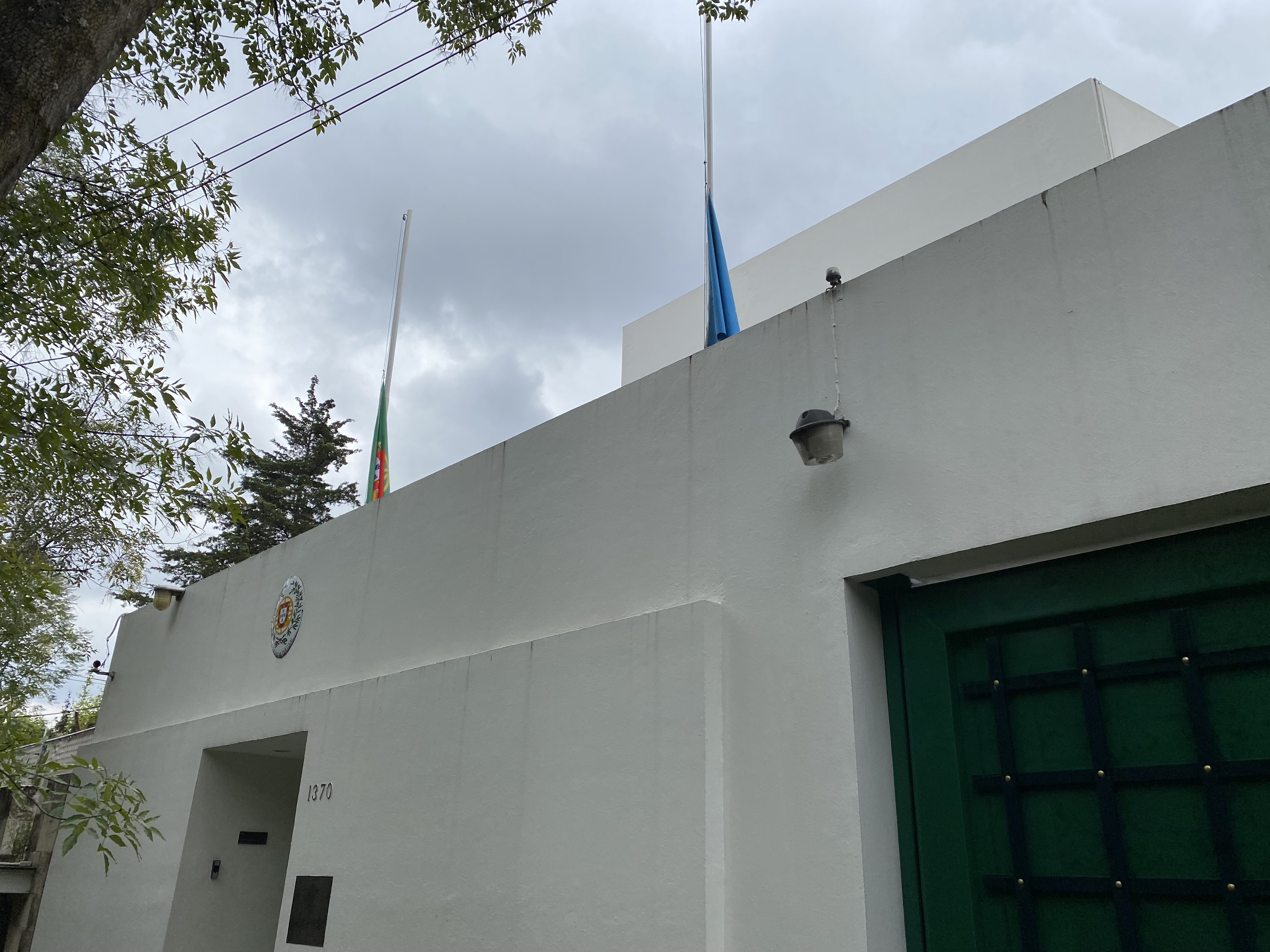
Embaixada na Cidade do México
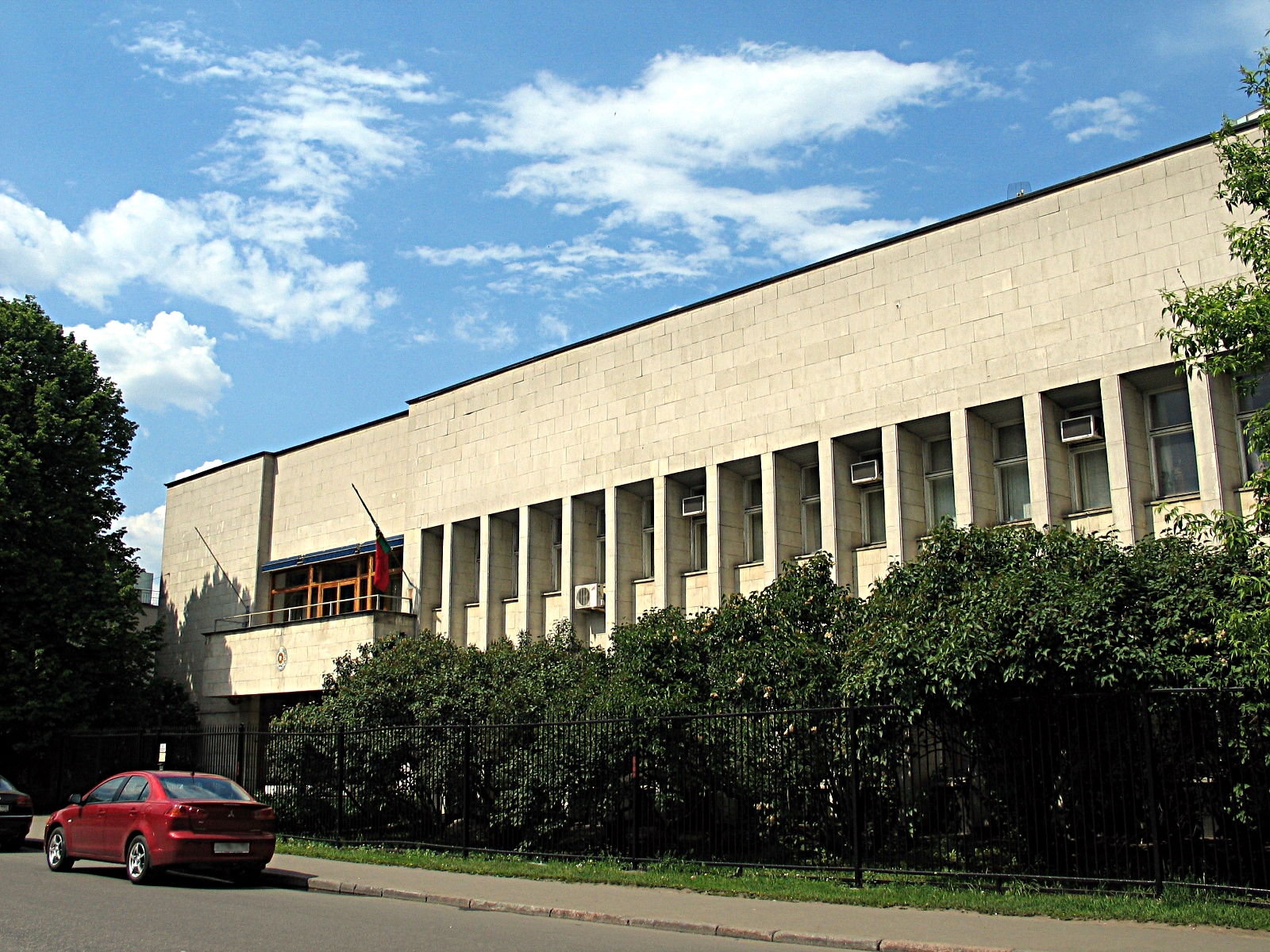
Embaixada em Moscovo
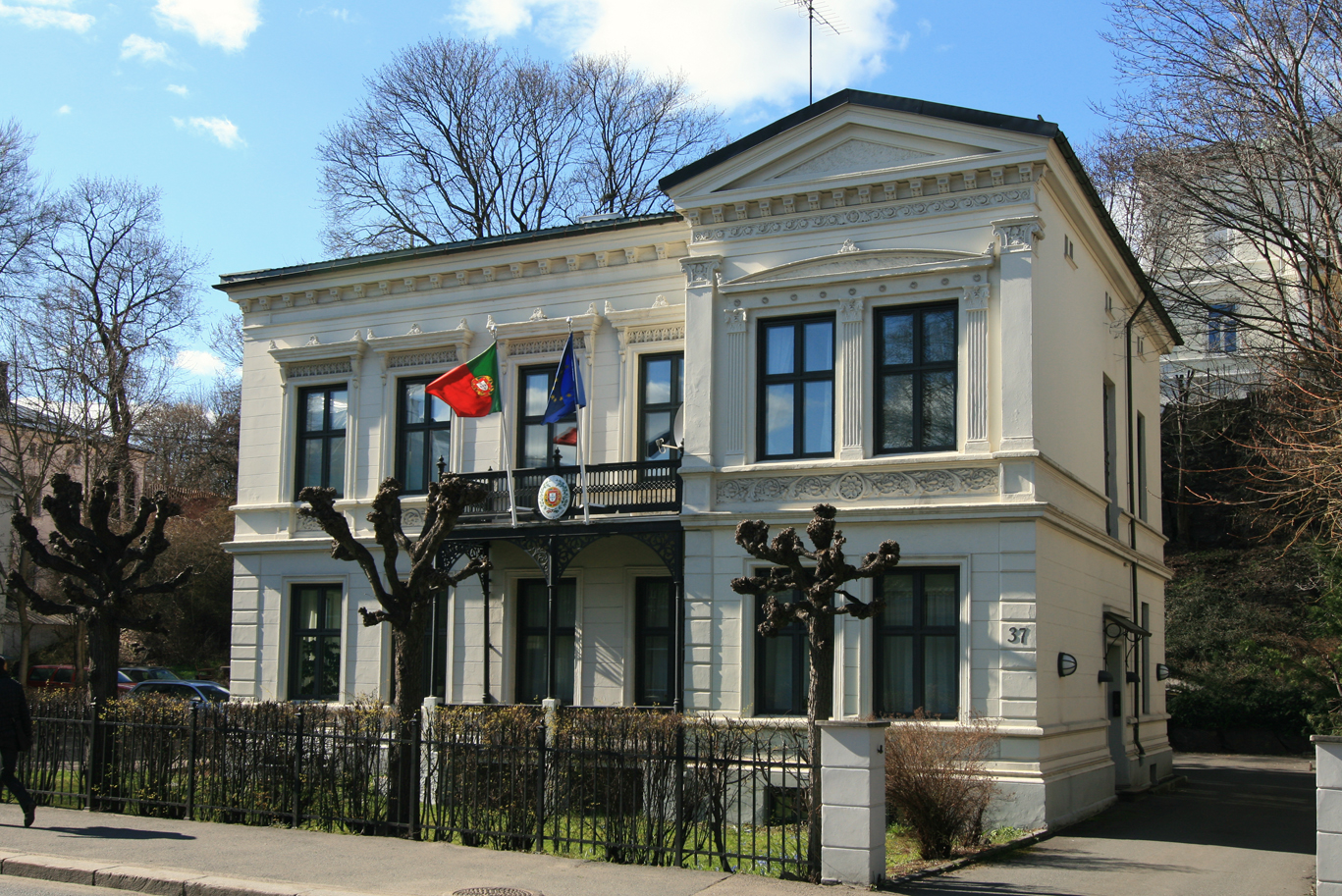
Embaixada em Oslo
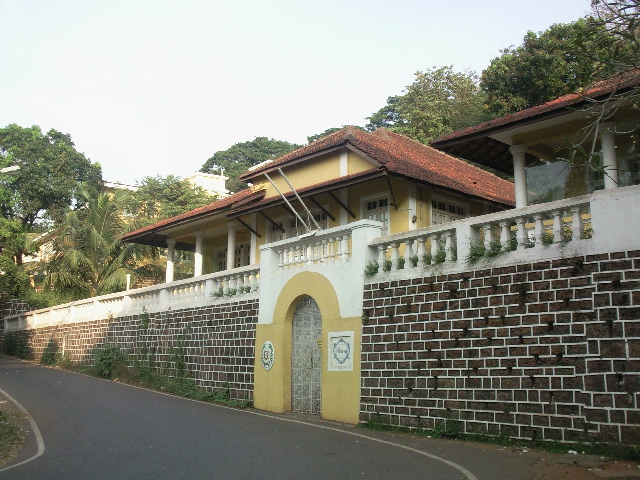
Consulado-Geral em Pangim, Goa
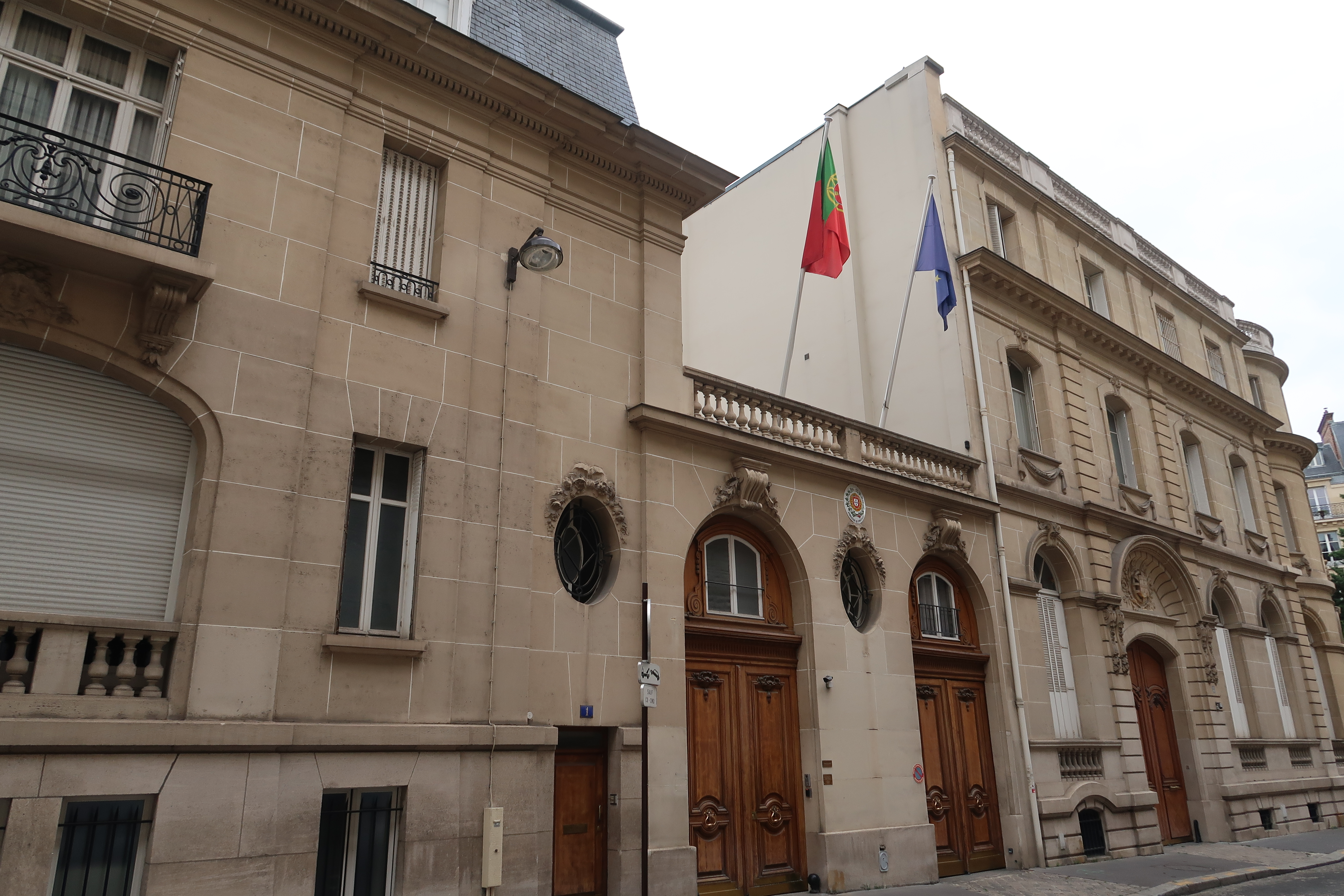
Embaixada em Paris
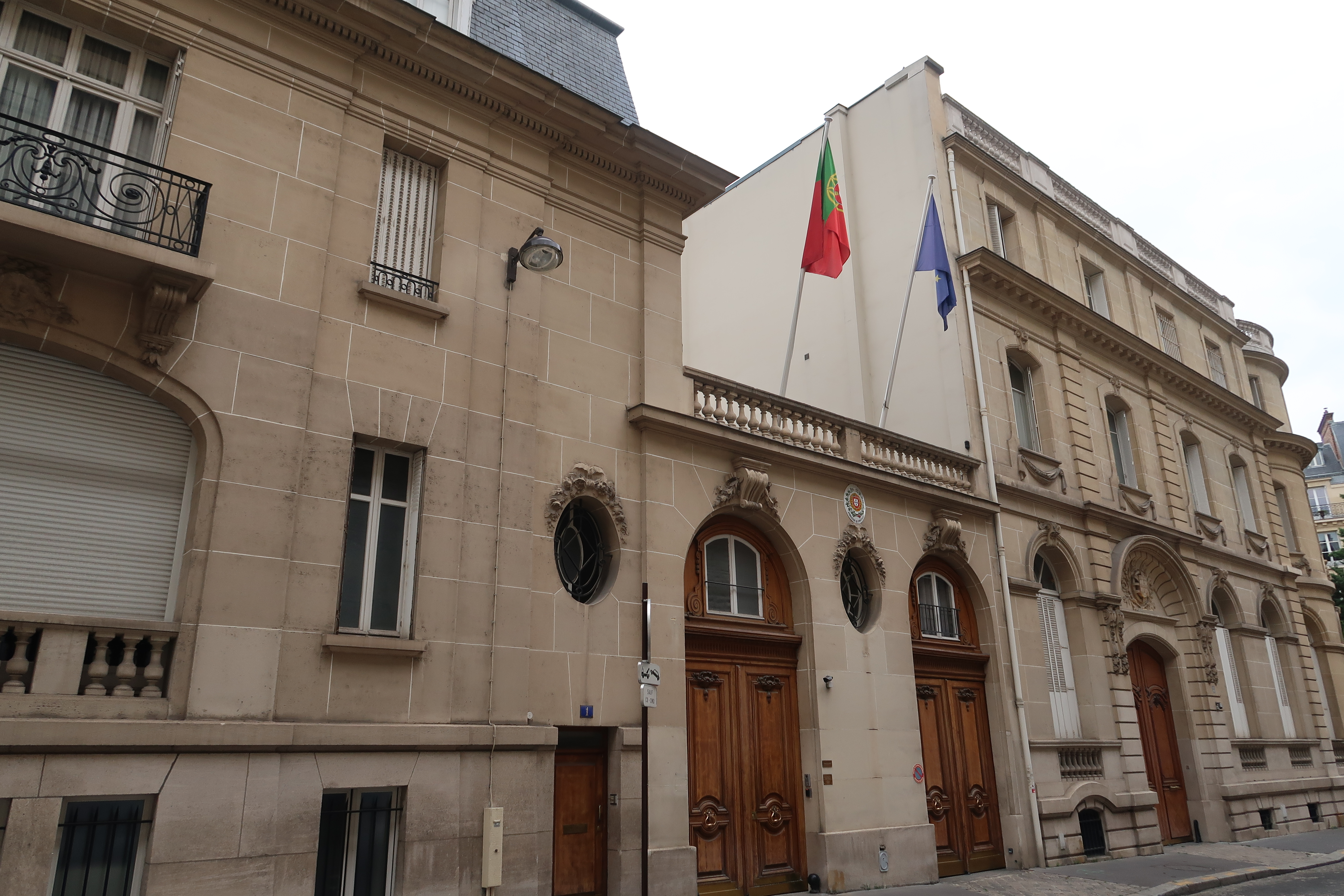
Consulado-Geral em Paris
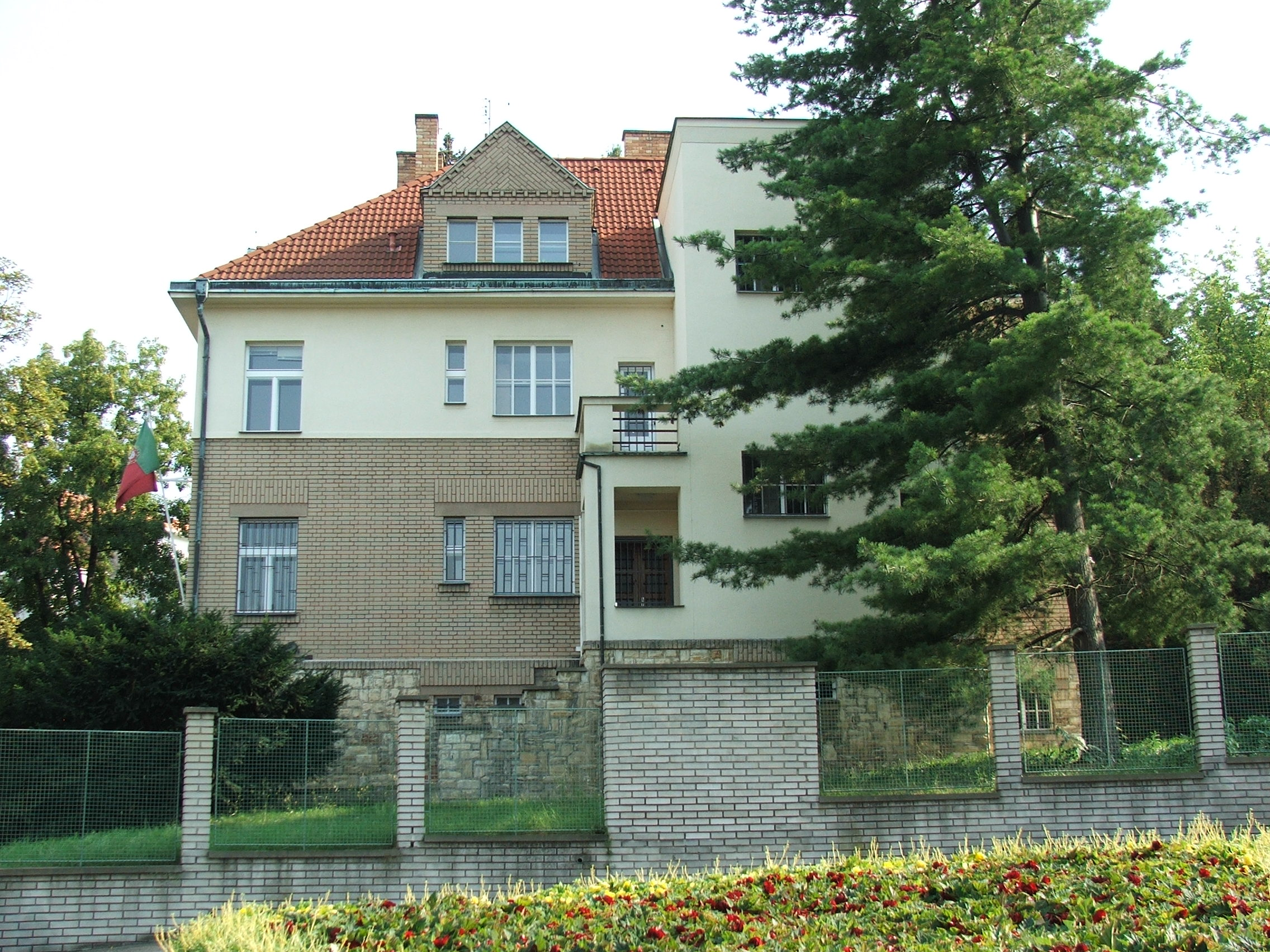
Embaixada em Praga
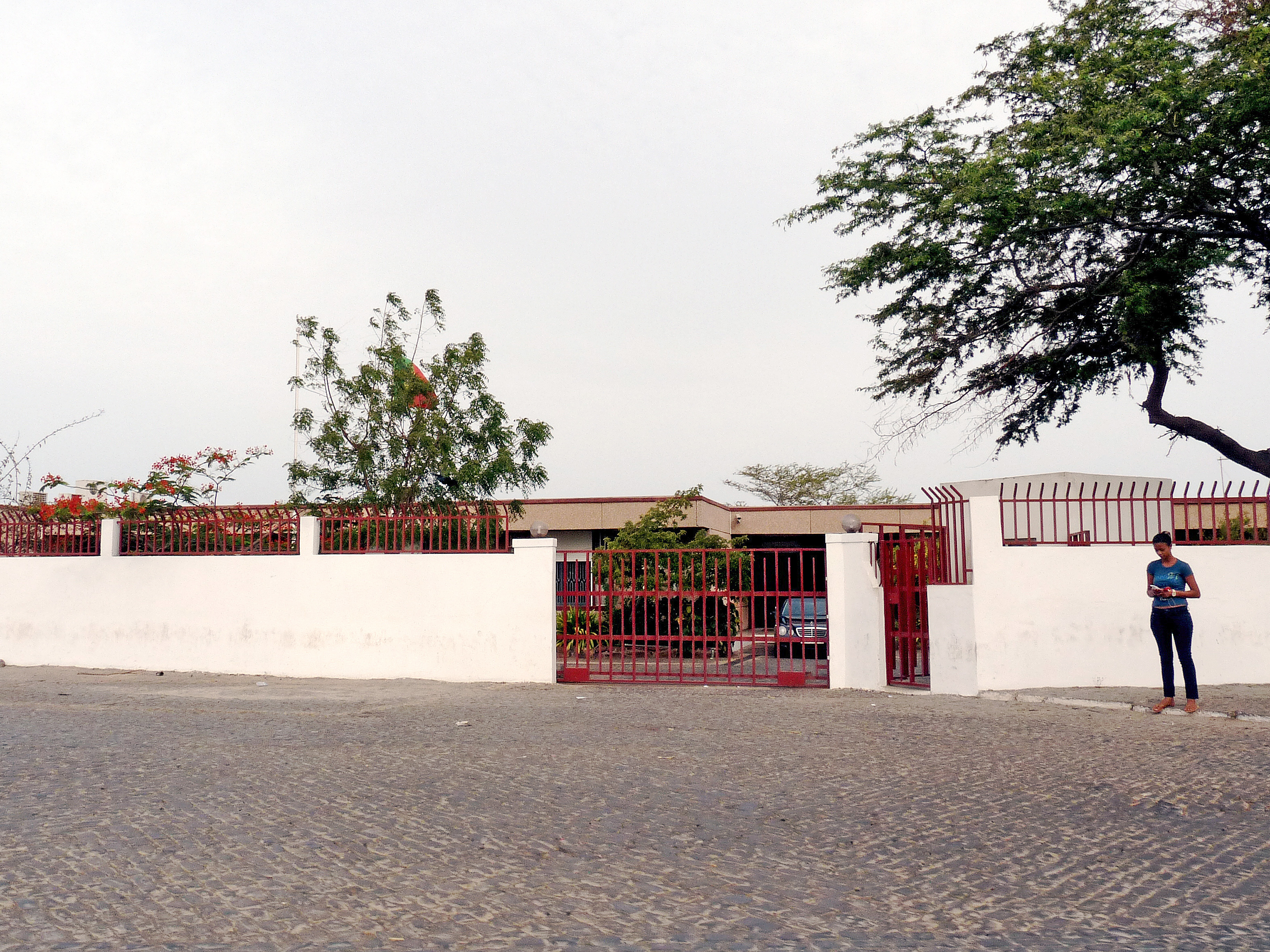
Embaixada em Praia
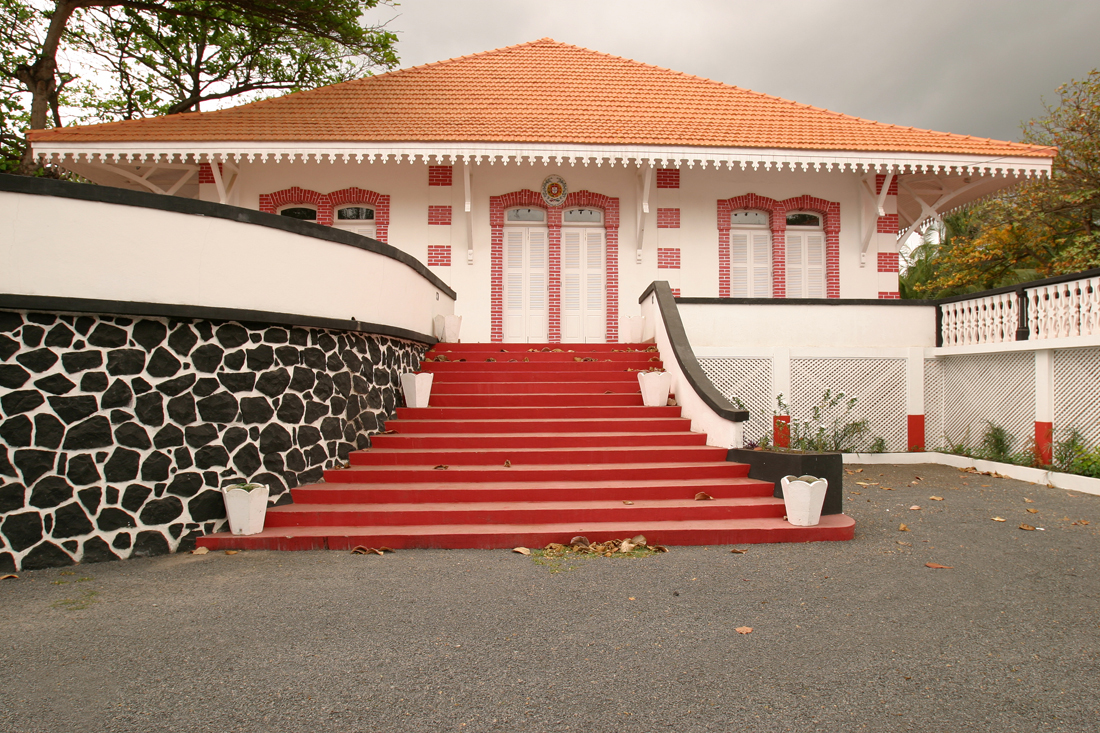
Embaixada em São Tomé
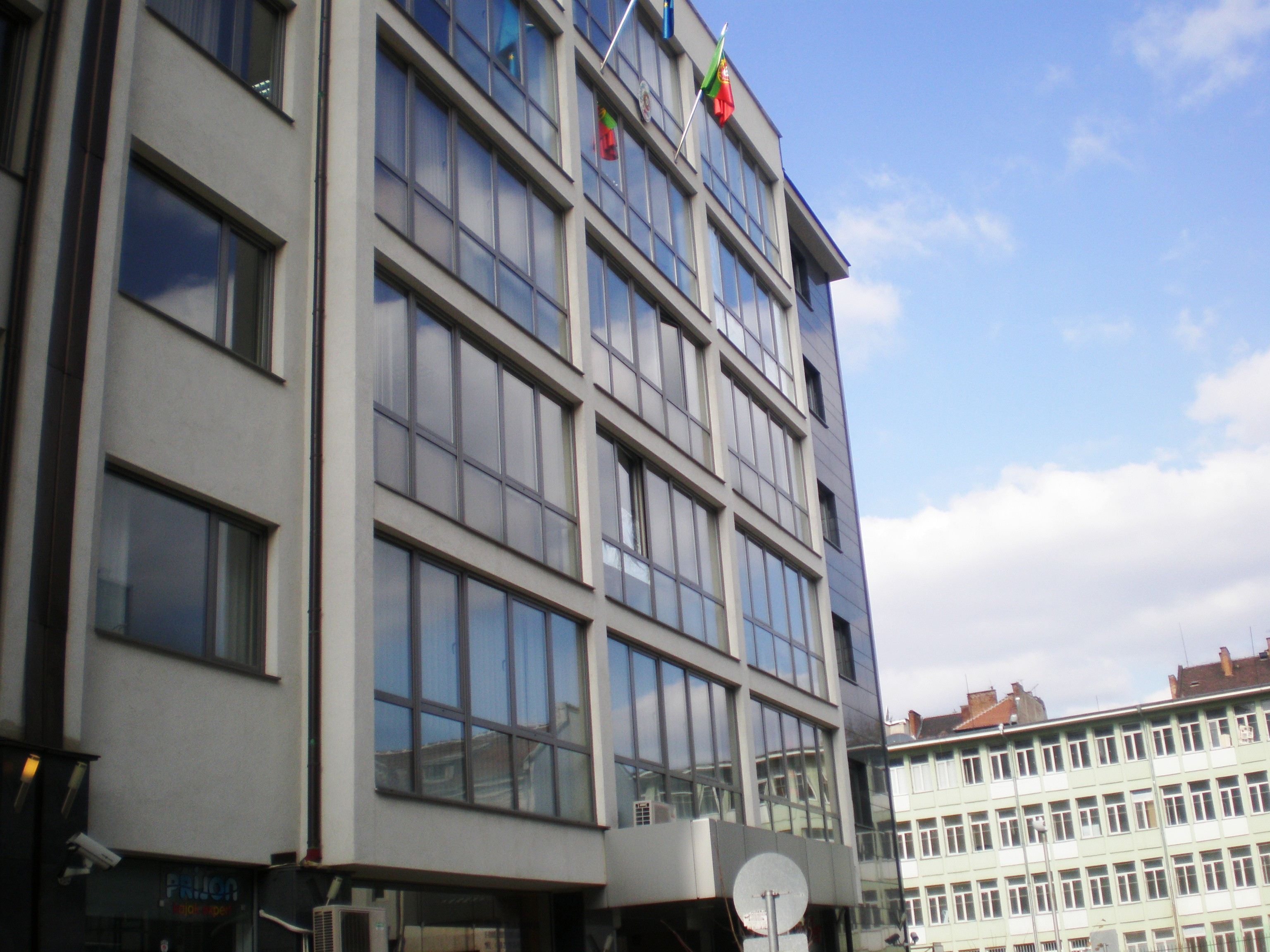
Embaixada em Sófia
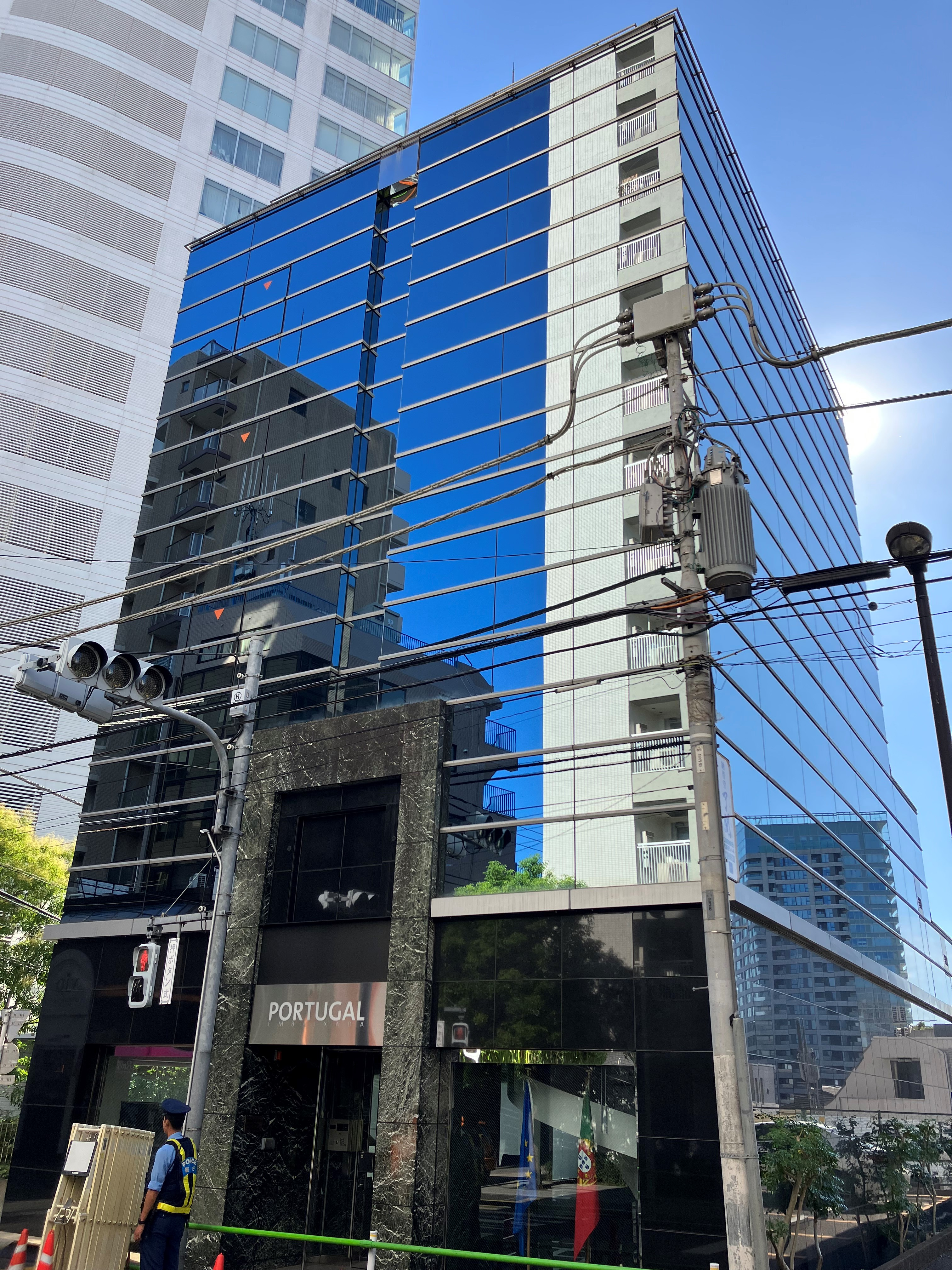
Embaixada em Tóquio
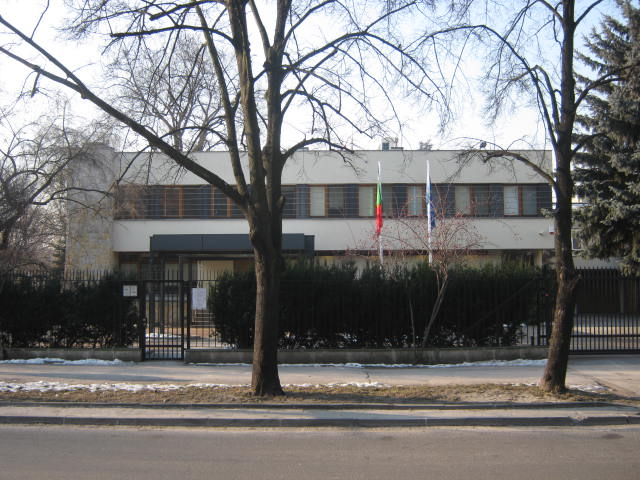
Embaixada em Varsóvia
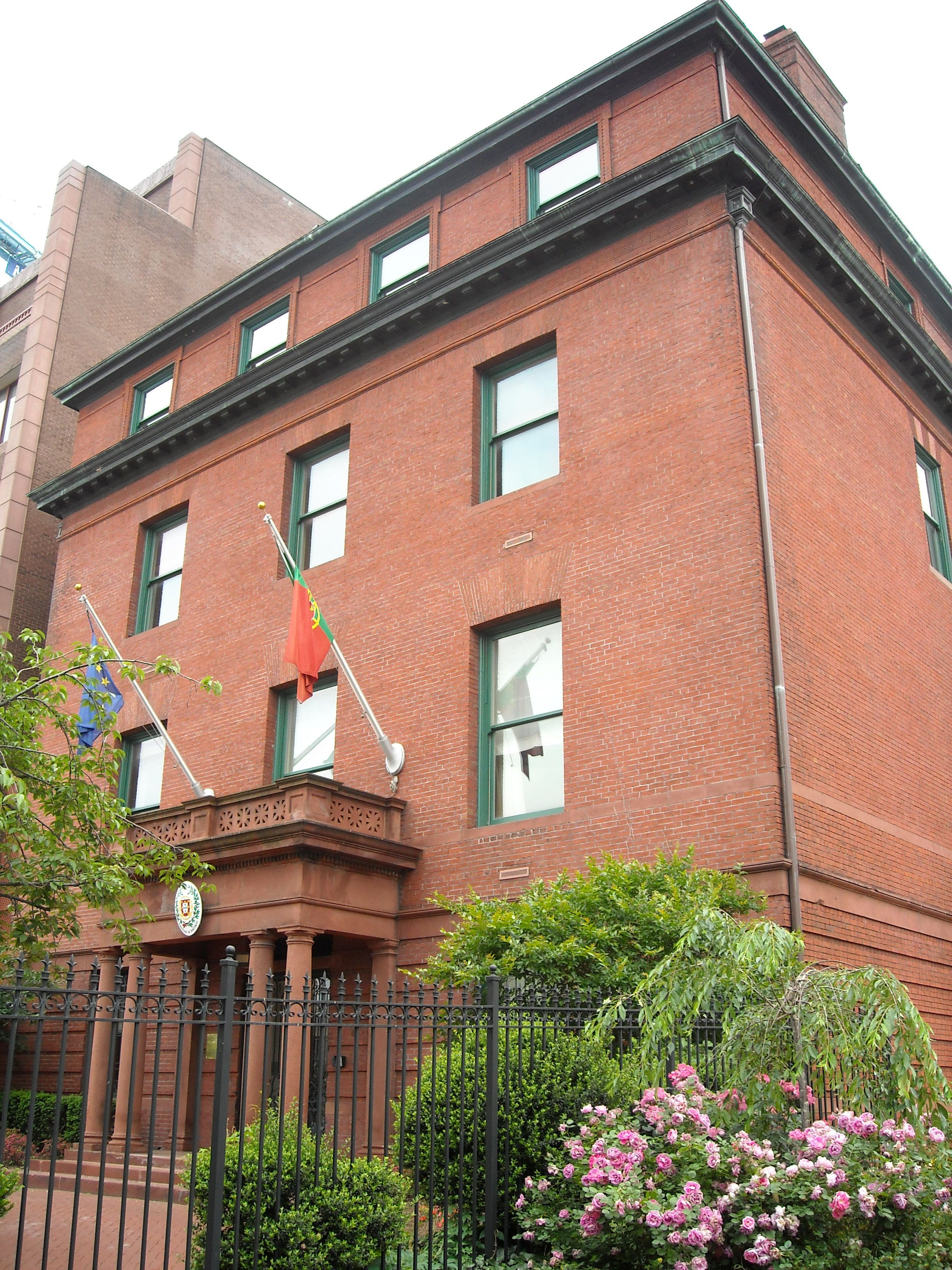
Embaixada em Washington, D.C.
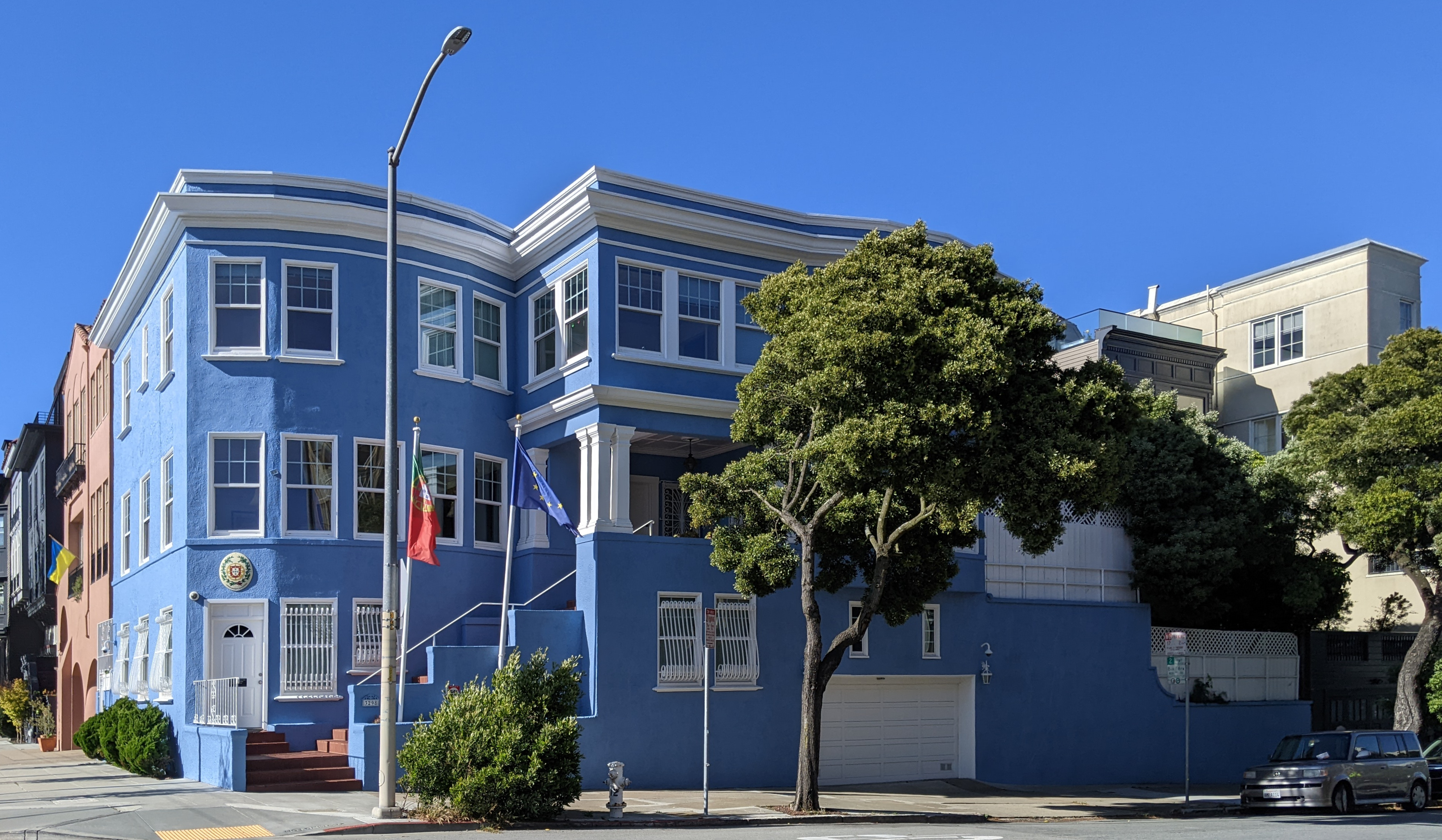
Consulado-Geral em São Francisco
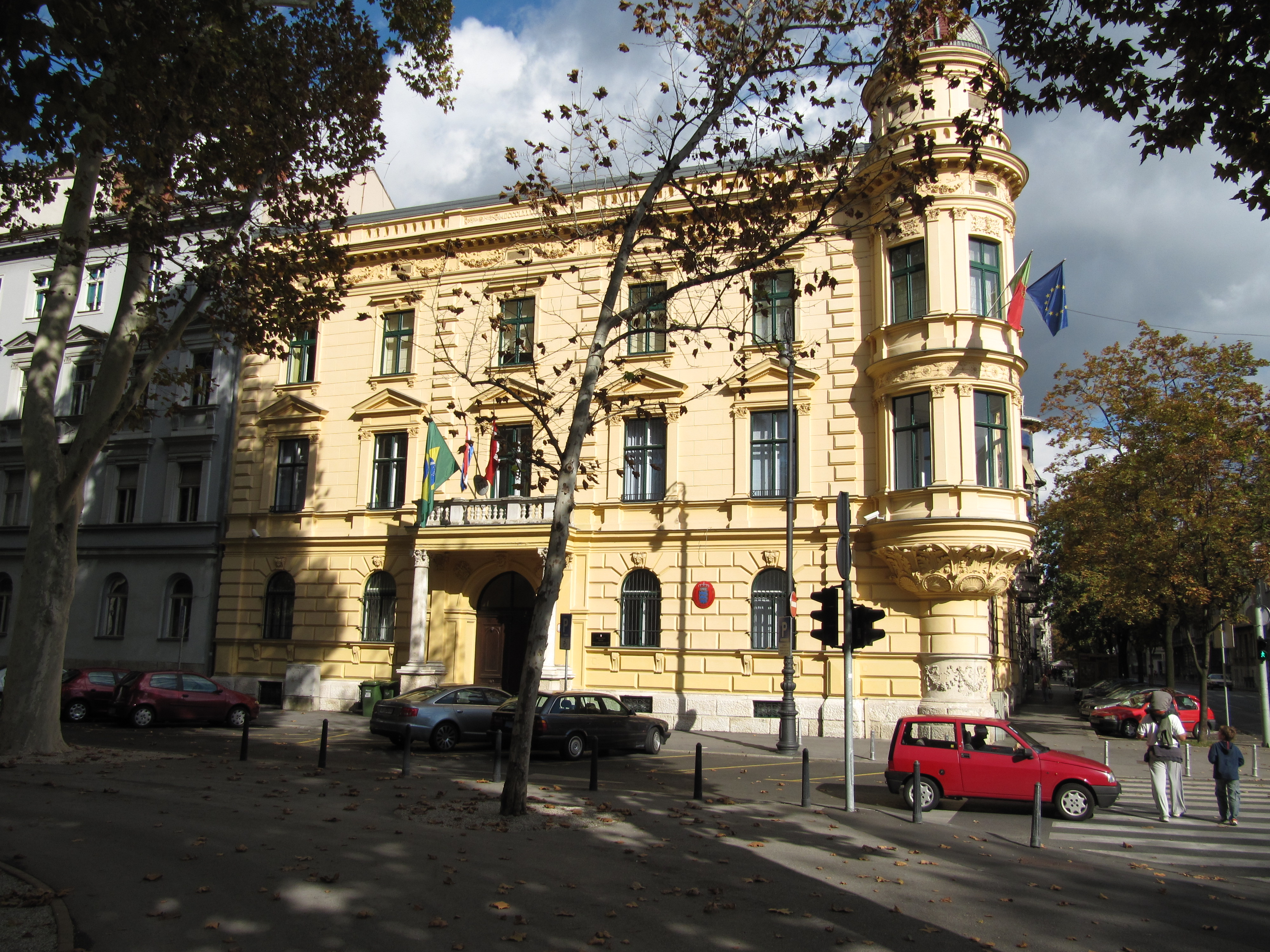
Embaixada em Zagreb